# Abbaye de Saint-Savin-sur-Gartempe
 (juillet 2016).
Si vous disposez d'ouvrages ou d'articles de référence ou si vous connaissez des sites web de qualité traitant du thème abordé ici, merci de compléter l'article en donnant les références utiles à sa vérifiabilité et en les liant à la section « Notes et références ».
L’abbaye de Saint-Savin-sur-Gartempe est située à Saint-Savin dans le département de la Vienne. Elle est inscrite sur le patrimoine mondial de l'Unesco car elle abrite un ensemble de peintures murales romanes très complet et bien conservé.

## Historique

### La fondation et les premières années
La charte de fondation de l'abbaye ayant disparu lors des guerres de religion en 1598, la date de sa fondation reste imprécise mais celle-ci a été fondée sous Charlemagne au début du IXe siècle. Elle fut édifiée pour les saints Savin et Cyprien dont on ignore beaucoup de choses encore aujourd'hui. Au XIe siècle a été créé un ouvrage, La Passion de saint Savin et saint Cyprien, qui tient surtout du genre épique.
D'après la tradition, c'est au Ve siècle que deux frères, Savin et Cyprien, qui fuyaient la Macédoine où ils étaient persécutés car ils étaient chrétiens, furent finalement rejoints sur les bords de la Gartempe. Ils y furent martyrisés et décapités. Savin fut inhumé par des prêtres non loin de la ville actuelle, en un endroit appelé Cerisier.
Trois siècles plus tard, les reliques des deux martyrs ayant été retrouvées sur les lieux de leur massacre, Badillus, clerc à la cour de Charlemagne, décida d'y fonder une église abbatiale pour y conserver les précieuses reliques. Saint Benoît d'Aniane, en 821, y fit appliquer la règle de saint Benoît et y fit installer une vingtaine de moines. Il désigna l'abbé Eudes Ier, qui fit construire la première église.

### Une période de prospérité de trois siècles
En 1010, Aumode, comtesse du Poitou et d'Aquitaine, fit un don considérable à l'abbaye pour le salut de son âme et celui de sa famille. Cette somme d'argent permit de construire l'église abbatiale actuelle. La construction et la décoration durèrent de 1040 à 1090 sous la direction des abbés Odon et Gervais.
C'est au cours de ces travaux qu'on redécouvrit l'ensemble des reliques de l'abbaye enfouies un ou deux siècles plus tôt, peut-être lors d'incursions normandes. De cette époque date le dépôt d'un extraordinaire verre bleu cobalt utilisé comme reliquaire, retrouvé en 1866 par l'abbé Lebrun lors d'un changement d'autel. Ce précieux vase est l'unique spécimen conservé intact connu à ce jour, d'une production de prestige fabriquée quelque part en Europe occidentale (réf.: D. Simon-Hiernard, "Le vase de Saint-Savin : un exceptionnel verre médiéval au musée Sainte-Croix de Poitiers", in Revue du Louvre et des Musées de France, 2000-1, p. 68-75. Ead., "Le verre bleu de l'abbaye de Saint-Savin au musée de Poitiers, témoin rarissime d'une production carolingienne de prestige en Europe", à paraître dans Le Picton, 2018.
Au XIIIe siècle, le comte Alphonse de Poitiers, frère de Saint Louis, finança la construction des bâtiments conventuels.
Durant de très nombreuses années, Saint-Savin est restée l'une des plus influentes abbayes de France.

### Un lent déclin
La guerre de Cent Ans sonna le glas de la prospérité du monastère qui changea plusieurs fois de main (Anglais, Français, le Prince Noir). En 1371, le Prince Noir met à feu et à sang le monastère.
Durant les guerres de religion, catholiques et protestants se disputèrent sa possession. Elle fut dévastée d'abord par les huguenots en 1562 et 1568 qui incendièrent les stalles médiévales, les deux orgues, les reliques, les archives et la charpente, puis par l'armée royale en 1574. Ensuite, des abbés laïcs furent nommés. Ceux-ci étaient plus soucieux de percevoir les revenus de l'abbaye que de faire entretenir les bâtiments. Vers 1600, un de ces abbés, le vicomte de la Guerche, fit démanteler les bâtiments pour en vendre les pierres ; c'est ainsi que disparurent en grande partie les bâtiments conventuels et le cloître.
À partir de 1611, un de ces abbés, Henri de Neuchèze, chassa les moines et s’installa dans l’abbatiale dont il fit son logis. Il en fut, à son tour, chassé sur ordre du roi Louis XIII en 1640.

### Une première renaissance

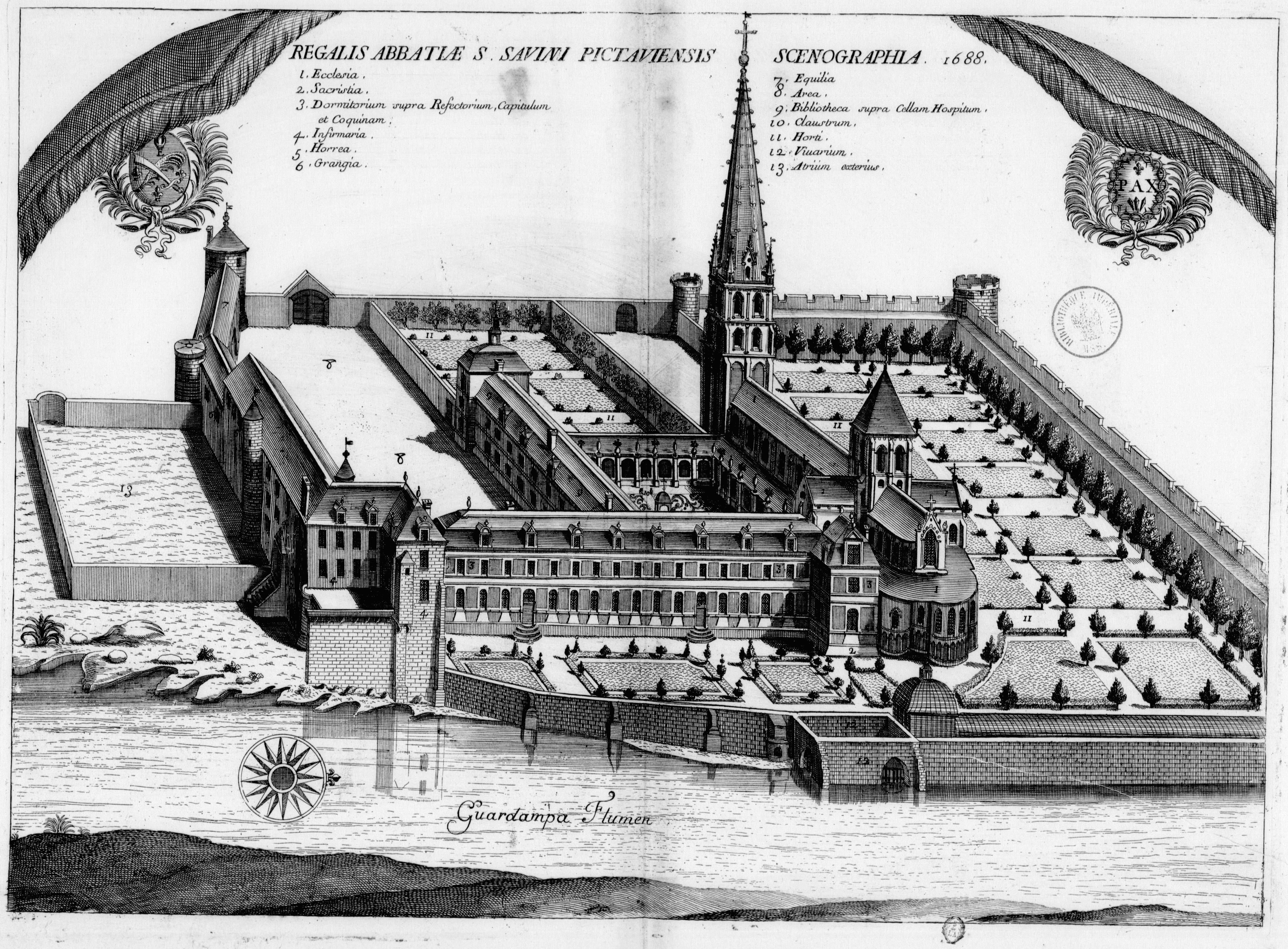
L’abbaye en 1688, planche gravée du Monasticon Gallicanum.

C'est aussi en 1640 que l'installation par le roi de religieux de la congrégation de Saint-Maur venus de l'abbaye de Nouaillé permit de mettre fin à cette longue période de destruction.
Entre 1682 et 1692 commencèrent la restauration de l'abbatiale et la construction de nouveaux bâtiments conventuels. Les moines participent à sauver les murs de l'église. Ils la modernisèrent en remplaçant les autels et en construisant des bâtiments monastiques contemporains. Durant un siècle, l'abbaye retrouva sa fonction première jusqu'à la Révolution française.
En 1792, l'église abbatiale devint une église paroissiale et les quatre derniers moines quittèrent l'abbaye. Les bâtiments conventuels devinrent logement d'instituteur, gendarmerie jusqu'en 1971, et le cloître devint le théâtre de fêtes révolutionnaires.
En 1820, la foudre détruisit en partie la flèche du XVe siècle, située au-dessus de la tour-porche. Elle s'effondra sur la toiture de l'abbatiale, ce qui lézarda la voûte de la nef sur toute sa longueur.

### Une deuxième renaissance
En 1833, à la suite d'une visite d'Alexis de Jussieu, préfet du département, au moment où le maire faisait boucher une fissure de la nef et badigeonner les peintures murales, l’alerte fut donnée par celui-ci auprès du premier inspecteur général des monuments historiques, Ludovic Vitet. On prit alors conscience de la valeur de Saint-Savin et sa sauvegarde fut entreprise. Prosper Mérimée, deuxième inspecteur général des monuments historiques, para aux restaurations les plus urgentes dès 1836.
Dans un appel adressé à François Guizot, ministre de l'Instruction publique et des Cultes, Prosper Mérimée écrira le 31 octobre 1835 : « Je n'hésite pas à dire, Monsieur le Ministre, que dans aucun pays je n'ai vu de monument qui méritât à un plus haut degré l'intérêt d'une administration amie des arts. Si l'on considère que ces fresques de Saint-Savin sont à peu près uniques en France, qu'elles sont le monument le plus ancien de l'art de la peinture dans notre pays, on ne peut balancer à faire des sacrifices même considérables pour les conserver ».
Pendant dix ans, Prosper Mérimée devra se battre pour la protéger de la destruction ou de la détérioration par des restaurateurs abusifs.
En 1840, l’église fut classée, et de nombreuses restaurations des maçonneries furent entreprises pour mettre hors d’eau le bâtiment et ainsi stopper la dégradation des peintures. Ainsi en 1849, grâce à Mérimée, elle est considérée comme provisoirement sauvée.
En 1877, la flèche est restituée par l'architecte Jean Camille Formigé, qui intervint aussi sur l'église Sainte-Radegonde de Poitiers pour la construction du buffet d'orgues.
De 1967 à 1974, des restaurations ont été effectuées, sur la voûte de la nef et sur ses peintures, dans les cryptes, le chœur et sur la tribune.
L'abbatiale fut inscrite par l'UNESCO sur la liste du Patrimoine mondial en 1983 et, en 2006, fut créé de l'Établissement public de coopération culturelle de l'abbaye de Saint-Savin sur Gartempe et Vallée des fresques, chargé de la gestion touristique et économique de ce site unique en Europe.
L'ensemble abbatial et ses peintures ont connu un important chantier de restauration entre 2005 et 2008 pour améliorer la conservation des peintures (éclairage par fibres optiques, restauration des peintures, réfection des vitraux…) et l'accueil des visiteurs.

## L'église abbatiale

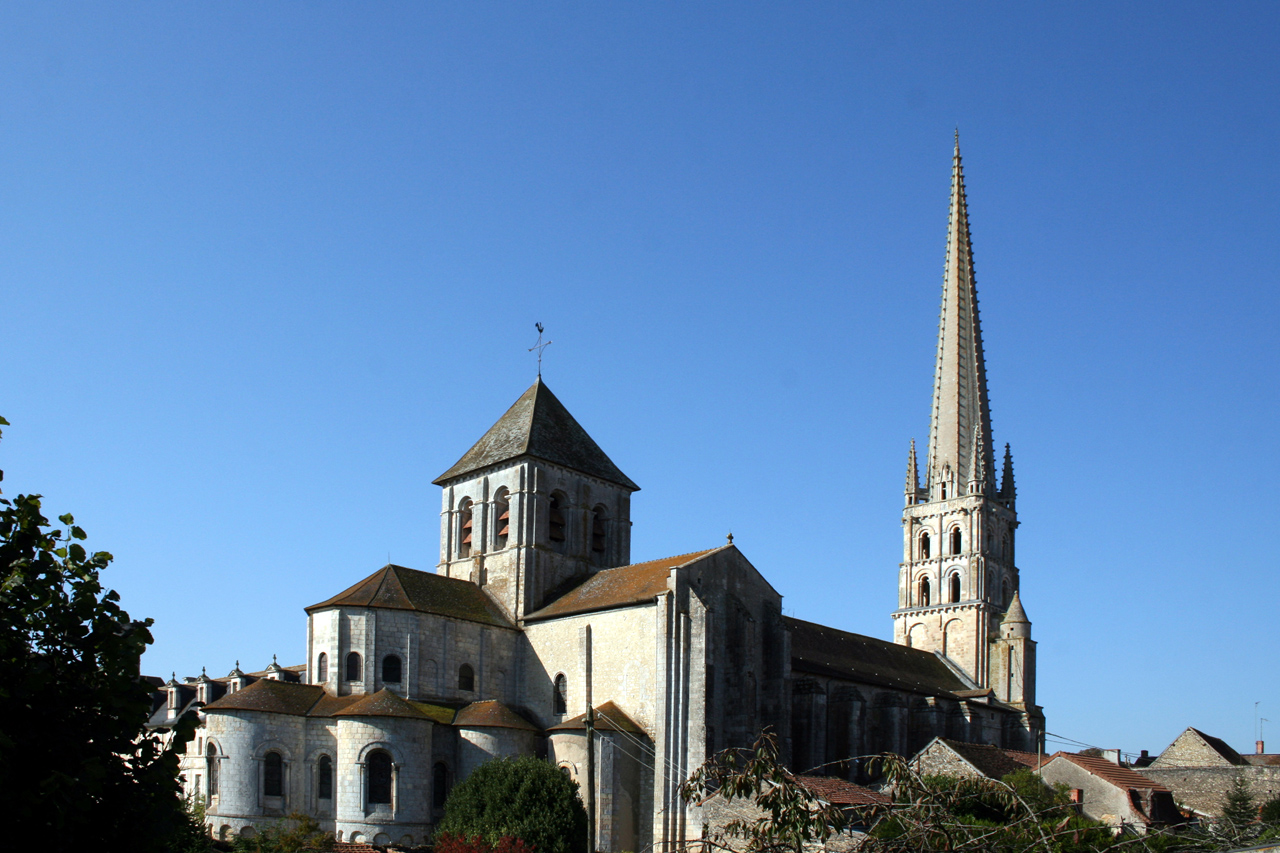
L'église abbatiale de Saint-Savin-sur-Gartempe.

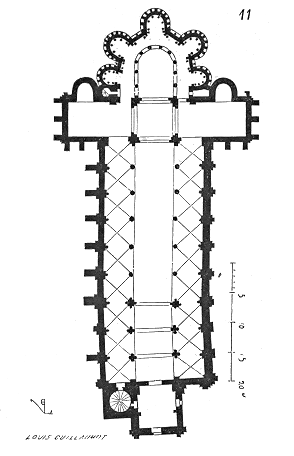
Plan de l'église abbatiale de Saint-Savin, dressé par Eugène Viollet-le-Duc, Dictionnaire raisonné de l'architecture française du, p. 176.

L'abbaye de Saint-Savin-sur-Gartempe est caractéristique de la maturité du style roman. L'abbatiale Notre-Dame est connue pour ses peintures murales mais elle est aussi une référence en architecture avec une nef visant à la magnificence. Elle crée une symbiose entre architecture et peinture murale, chapiteaux et autels, caractéristique des églises romanes.
L'église abbatiale est classée monument historique depuis 1840, c'est-à-dire depuis la création de la protection patrimoniale en France par Prosper Mérimée.

### L'architecture extérieure
De manière générale, la construction est datée du XIe siècle. On trouve trois campagnes de constructions :
- la première dans la première moitié du XIe siècle a vu la construction du transept puis du chœur ;
- une deuxième campagne à la fin du XIe siècle concerne la construction des trois premières travées de l'ouest ;
- une dernière campagne vers 1090 a permis l'édification du clocher-porche puis des six dernières travées de la nef.

L’église est bâtie selon un plan en forme de croix latine, ce qui était la règle pour les églises romanes. La croix est tournée vers l’est pour indiquer aux fidèles le levant, la lumière, symboles du Christ.
Elle frappe par l'ampleur de ses dimensions : 76 mètres de longueur totale, 77 mètres de hauteur pour la flèche et 31 mètres de longueur pour le transept.
Elle commence à l'ouest avec un clocher porche. Il a été plaqué sur la première façade de l'abbatiale. Le clocher, carré, décoré d'arcatures, a été couronné au XIIe siècle de deux étages percés de baies. Il est surmonté d'une haute flèche à crochets, pinacles et parapet, datée du XIVe siècle, très restaurée au XIXe siècle.
La nef a trois vaisseaux qui comporte neuf travées. Le transept vient dans la continuité, long et étroit. Le bras sud est plus court que le bras nord car les bâtiments monastiques y étaient accolés. Des chapelles orientées sont jointes sur chacun des bras.
Le transept se caractérise par son aspect austère. Le soubassement de ses deux chapelles orientées sont dépourvues d'arcatures et leur unique fenêtre est décorée seulement d'un cordon d'archivolte. Au-dessus d'elles s'élèvent les hauts murs du transept renforcés d'étroits contreforts et percé de fenêtres non ébrasées.
Le chevet est caractérisé par l'étagement des volumes du déambulatoire avec ses cinq chapelles rayonnantes de même hauteur et des volumes du sanctuaire. L'unité du premier niveau est souligné par la présence, au soubassement, d'une arcature aveugle continue. Les courbes dominent. Les fenêtres sont surmontées par des archivoltes moulurées et elles sont encadrées par des colonnettes. En revanche, l'austérité règne au niveau supérieur. Les murs sont articulés en pans coupés. Ils sont renforcés par de petits contreforts et les fenêtres, non ébrasées, sont dépourvues de décor. Cette modification des traitements des différentes parties du chevet n'est pas connue : changement du parti pris en cours de construction ? Volonté de hiérarchiser les volumes ?

L'abbaye et l'église abbatiale
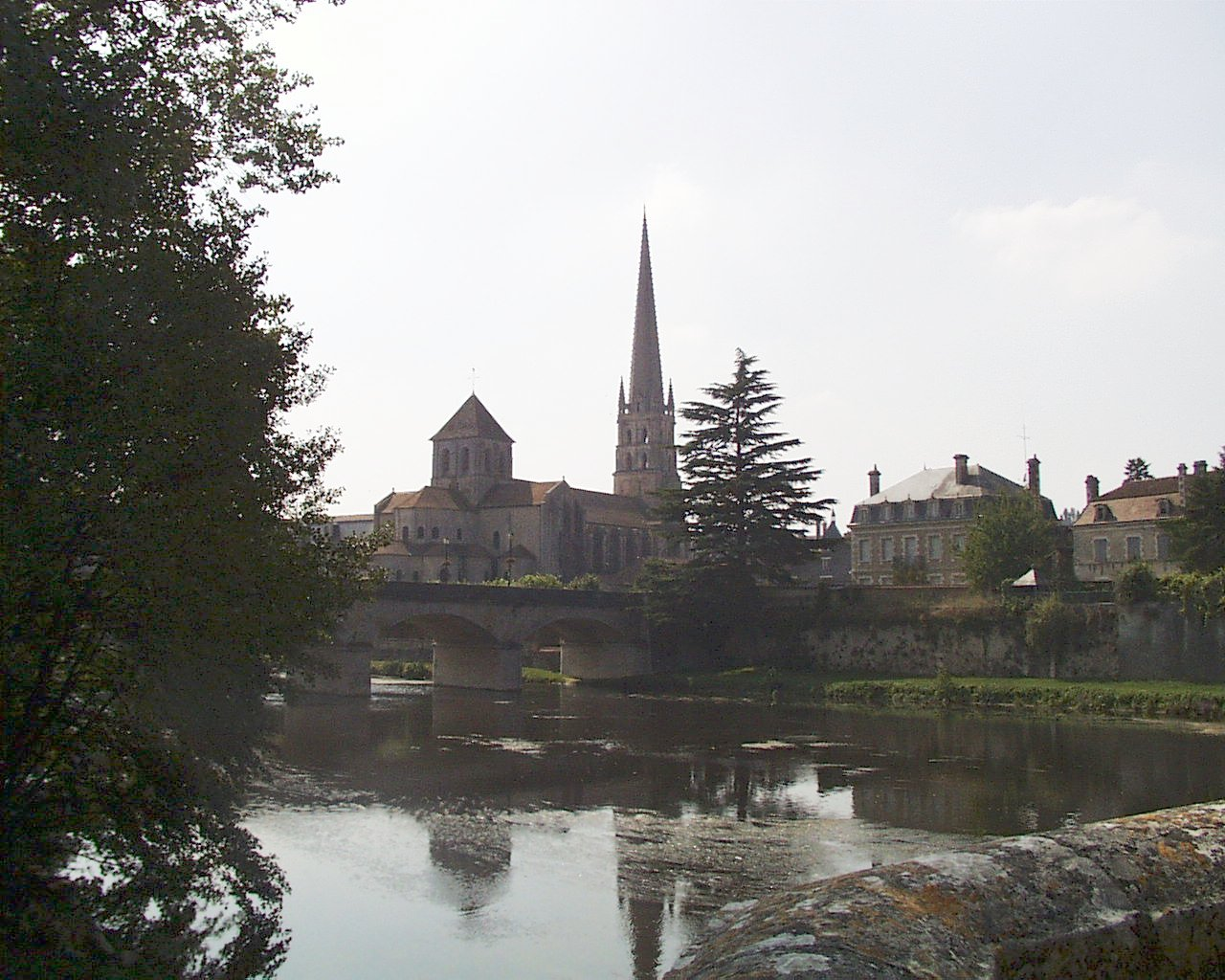
L'église de Saint-Savin, le pont, la Gartempe.
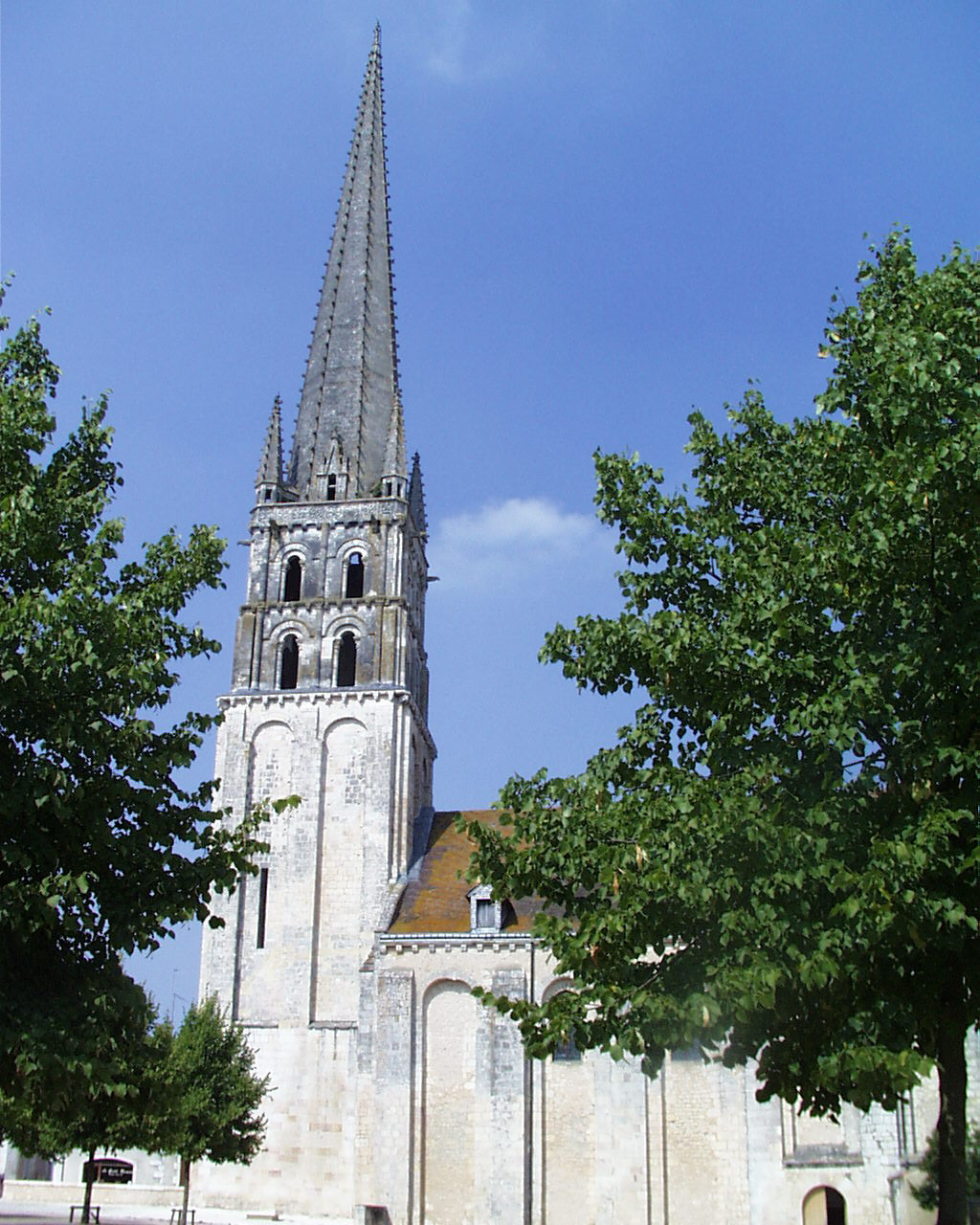
L'église, vue de la place de Saint-Savin-sur-Gartempe.
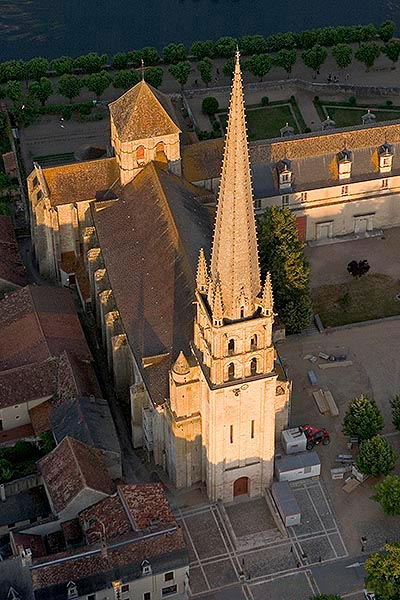
L'église de Saint-Savin-sur-Gartempe en vue aérienne oblique ouest.
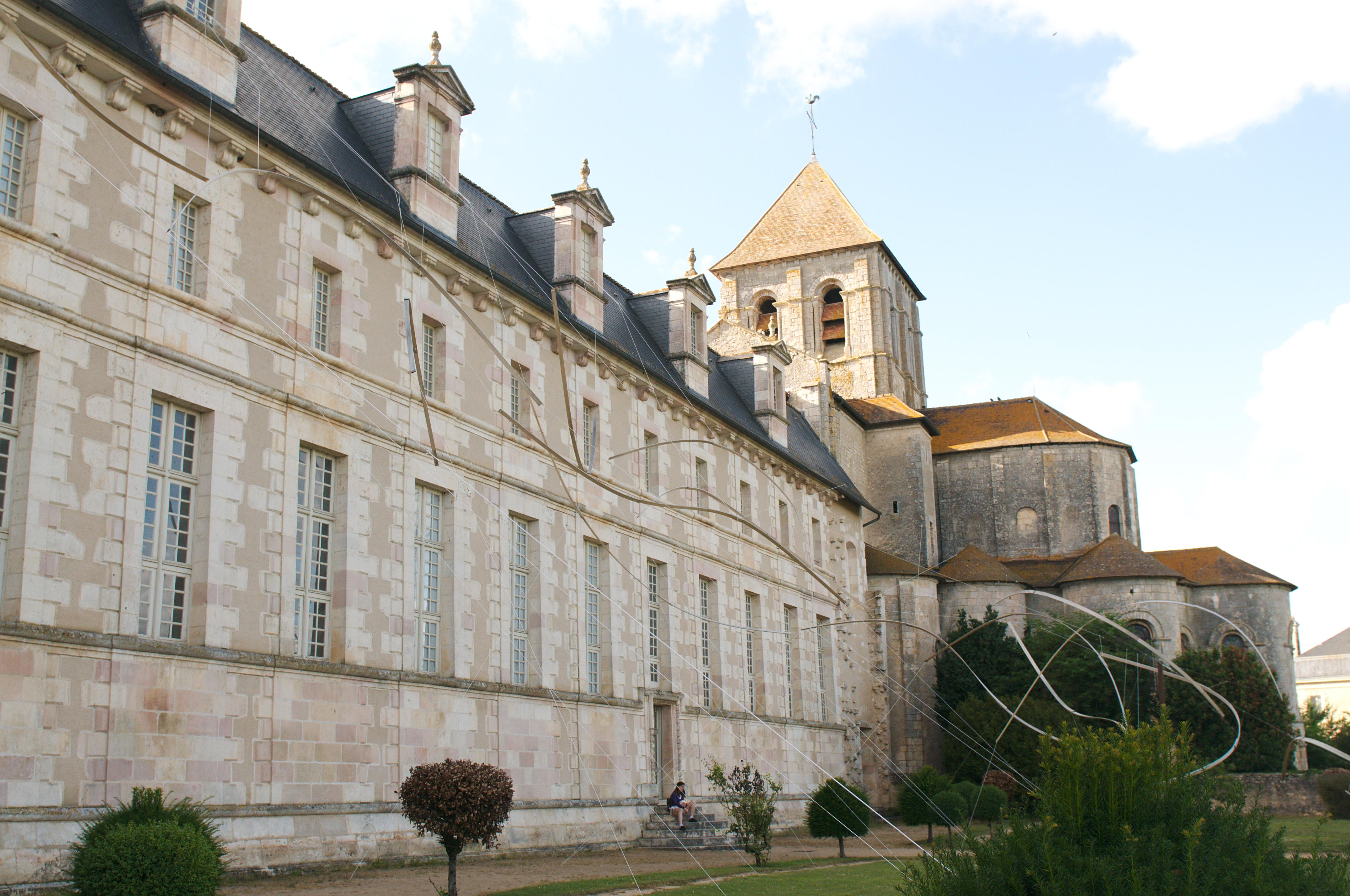
Cour intérieure de l'abbaye de Saint-Savin-sur-Gartempe.

### Le porche et l'avant-nef
Le porche n'est pas perpendiculaire au transept. Il est désaxé. En effet, il restait l'ancienne nef carolingienne entre eux deux lors de sa construction, ce qui ne permettait pas d'évaluer les distances et l'axe de construction.
Le premier niveau de l'avant-nef est couvert d'une voûte en berceau plein cintre doublé par deux grands arcs doubleaux.
Au tympan qui surmonte la porte donnant accès à la nef figure un grand Christ en gloire en pierre, assis sur un trône, dans une mandorle circulaire. Il ouvre les bras comme pour accueillir les fidèles et les bénir de la main droite à la manière byzantine, c'est-à-dire pouce et annulaire joints. À sa droite, deux anges présentent la croix, un des instruments de la Passion du Christ.
Sur la première voussure, par groupe de trois, douze anges adorateurs se prosternent devant le Christ et douze apôtres (six ont disparu) sont représentés assis sur des globes, tenant un livre.
Sur la deuxième voussure, l'iconographie se lit de la droite vers la gauche :

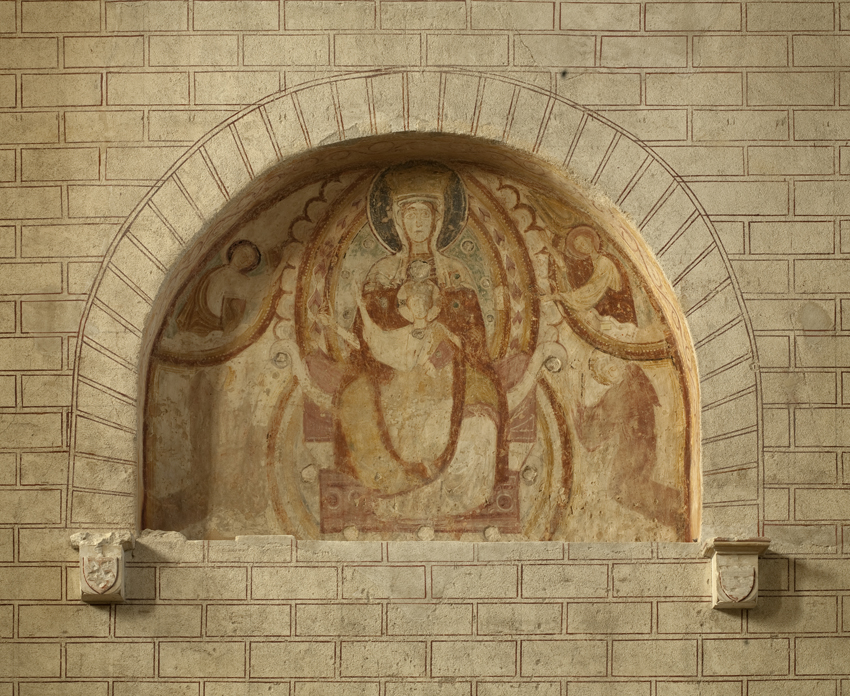
Fresque de la Vierge à l'Enfant.

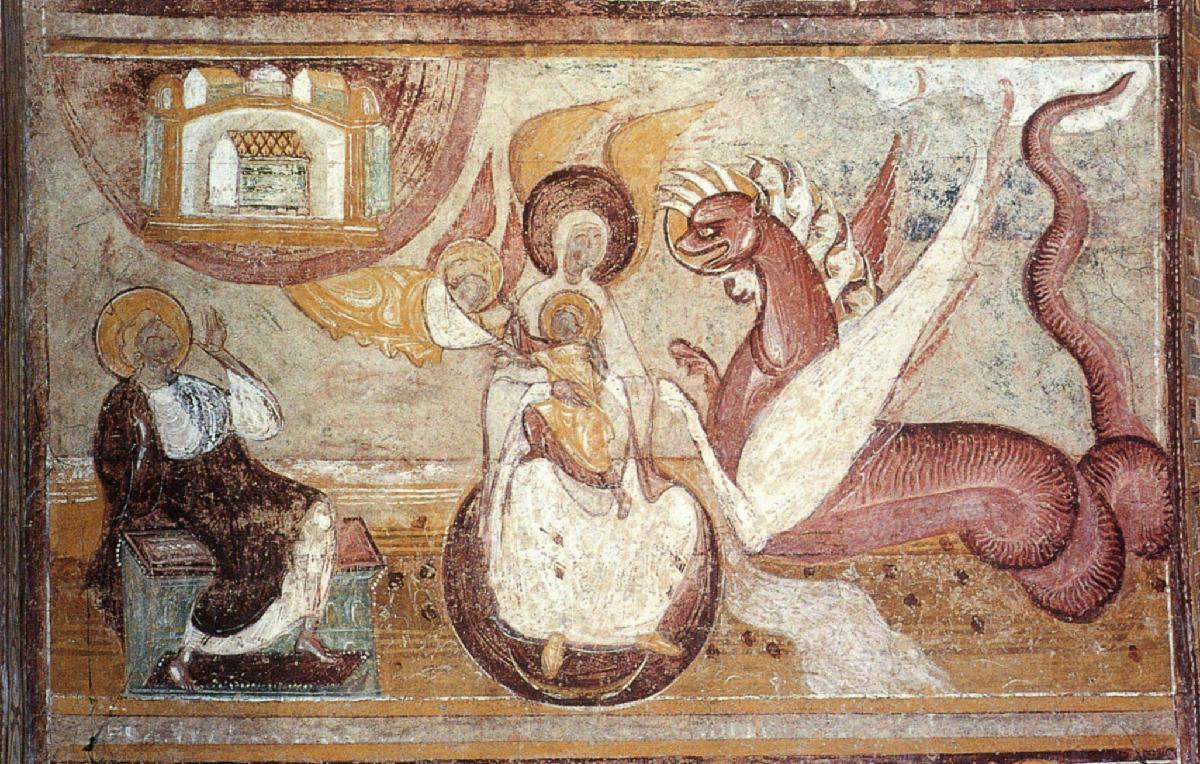
Scène de l'Apocalypse.

- la Vierge encadrée par deux anges qui l'encensent est assise sur un trône. À sa droite se trouvent l'abbé et la communauté monastique de Saint-Savin. À sa gauche, de gauche à droite, quatre grands personnages ayant un rapport avec l'histoire de l'abbaye, se présentent à elle : Charlemagne, Louis le Pieux, saint Benoît d'Aniane et Guillaume V comte du Poitou et duc d'Aquitaine ;
- Saint Jean, assis à gauche, voit apparaître dans le ciel l'Arche d'alliance dans son sanctuaire. Il voit aussi une femme qui va donner le jour à un garçon. Un dragon rouge ayant sept têtes et dix cornes attend que l'enfant naisse pour le dévorer mais un ange le prend et l'emmène en sécurité dans le ciel. Pour se venger, le dragon vomit un fleuve afin de noyer la femme mais la terre engloutit le fleuve. Pour échapper au dragon, la femme est munie des ailes de l'aigle et va se réfugier dans le désert. Cette scène est tirée de l'Apocalypse de Saint-Jean[B 1] ;
- La scène suivante est de nouveau tirée de l'Apocalypse de Saint-Jean[B 2]. Dieu remet à sept anges une trompette. En jouant de l'instrument, chaque ange va faire s'abattre sur la terre des fléaux destructeurs. La scène sculptée représente ce qui arrive au son de la cinquième trompette : l'ange ouvre le puits de l'Abîme et libère les locustes ou sauterelles à corps de cheval et à tête d'homme couronnée portant une chevelure de femme, des dents de lion et une queue de scorpion. Ces monstres vont pendant cinq mois tourmenter les hommes qui n'ont pas le sceau de Dieu sur le front ;
- Dans cette partie centrale, dans les douze médaillons étaient représentés les signes du zodiaque ;
- Le sixième ange de l'Apocalypse sonne de la trompette. Il est chargé de libérer les quatre cavaliers enchaînés sur le fleuve Euphrate afin qu'ils créent une armée qui se composera de deux cents millions de cavaliers. La force de leurs montures vient de leurs queues-serpents qui crachent feu, fumée et qui détruiront le tiers de l'humanité ;
- Monté sur un cheval blanc et accompagné d'anges armés d'épée, saint Michel terrasse le dragon[B 3].

Les peintures ont été soumises aux intempéries et sont partiellement détruites, on peut quand même y voir un Christ en gloire entouré d'anges portant les instruments de la Passion et salué par des groupes d'apôtres peints sur les parois voisines, et des épisodes de l'Apocalypse : Combat de l'Archange et de la Bête, le Fléau des sauterelles évocation saisissante de la Vision de Saint Jean. La luminosité est plus faible que dans la nef. Aussi les artistes ont-ils choisi des couleurs plus contrastées et plus vives. Les scènes d'Apocalypse sont un thème généralement dévolu au Moyen Âge à la partie occidentale de l'église, comme c'est le cas ici.
Cinq marches conduisent à l'avant-nef.

### La tribune
Elle est située au-dessus du porche auquel elle est reliée par un escalier assez étroit. C'est une salle qui fait le double de la hauteur du rez-de-chaussée. Cette salle présente la même couverture en voûte que pour l'avant-nef. Une grande fenêtre ouvre sur la nef.
Les peintures qui représentent quelques scènes de la Passion et de la Résurrection du Christ y sont aussi assez dégradées car soumises aux intempéries, les fenêtres ayant été dépourvues de vitraux jusqu'au XIXe siècle. Une peinture représente une descente de croix, les autres des portraits de saints, d'apôtres, et d'évêques.
La descente de la croix a été restaurée de 1999 à 2000. Le style est pur et linéaire. C'est une pièce majeure de l'abbaye. La descente compte neuf personnages, ce qui est beaucoup par rapport à la représentation traditionnelle de ce thème. La Vierge pose sa joue sur le bras du Christ, autant par tendresse que pour constater sa mort.
Les peintures sont considérées comme les plus anciennes de Saint-Savin et dateraient de la fin du XIe siècle.

### La nef

#### Architecture
C’est la pièce maîtresse de cet ensemble. Elle mesure 42 mètres de long sur 17 mètres de large avec ses collatéraux (6 mètres sans ces derniers) et 18 mètres de hauteur. Elle est le lieu de rassemblement des fidèles. Elle est en contrebas de cinq marches par rapport à l'avant-nef. Le sol va en s'inclinant donnant cette impression d'élévation lorsqu'on regarde vers le chœur.

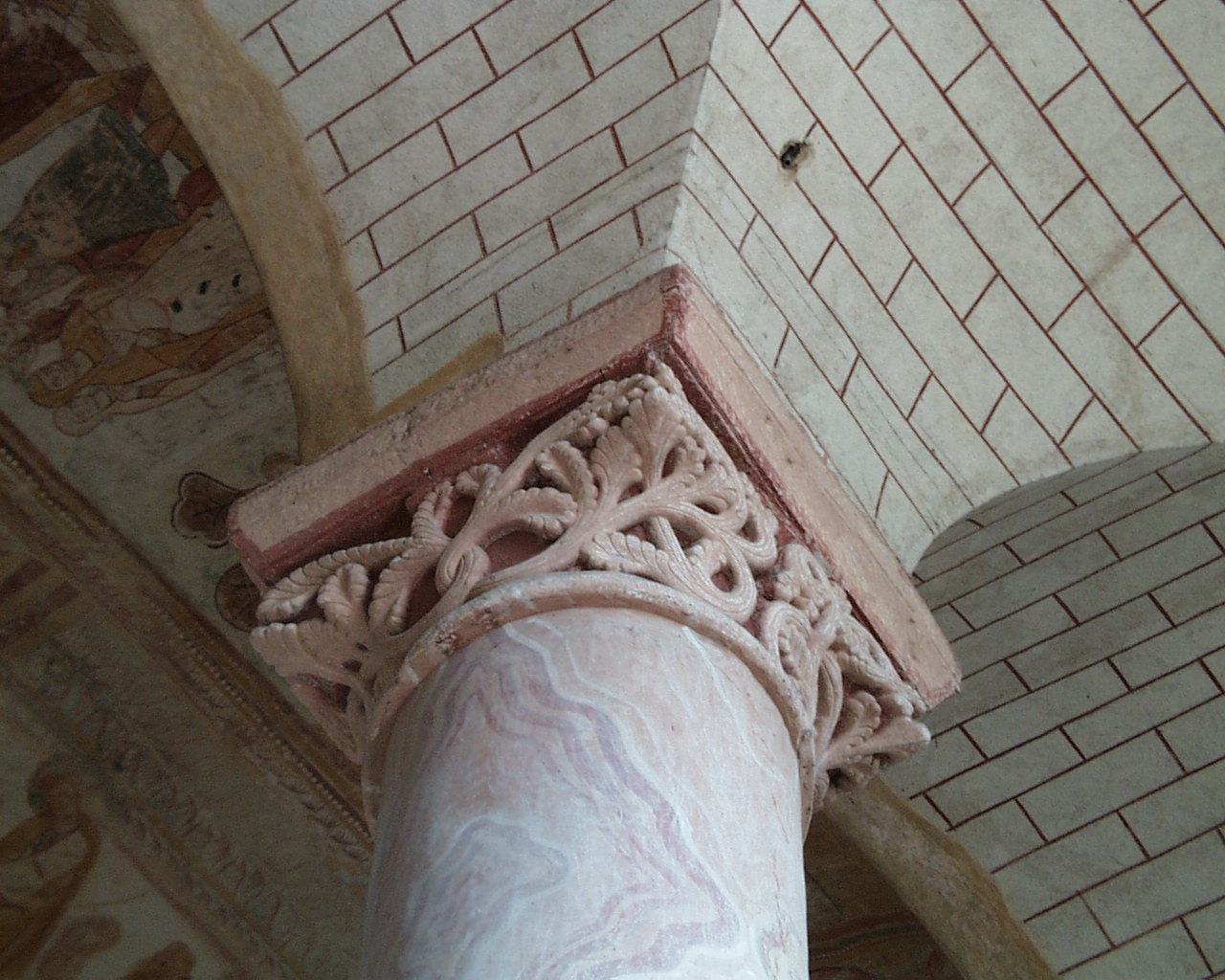
Un des chapiteaux de l'église abbatiale.

La nef est divisée en trois vaisseaux par deux rangées de colonnes d'une hauteur de 15 m décorées en faux marbre, dans des tons doux rosés et pastels. Les colonnes montent jusqu'à la voûte et la supportent directement. Le vaisseau central n'est pas éclairé directement mais indirectement par les collatéraux. En effet, conformément à la tradition poitevine, les vaisseaux latéraux, percés de hautes fenêtres, sont presque aussi élevés que le vaisseau central et en permettent l'éclairage. C'est le cas pour Saint-Jean de Montierneuf de Poitiers. Toutefois, pour l'abbatiale Notre-Dame, les fenêtres sont plus hautes que dans les autres églises poitevines ayant le même plan. La pénombre caractéristique a cédé la place à une luminosité qui met en valeur la zone peinte de la voûte.
La voûte du vaisseau central est en berceau et couvre une superficie de 412 m2. Elle est entièrement peinte. Elle est épaulée par les voûtes d'arêtes des collatéraux. Ces voûtes reposent à la fois sur les colonnes et les demi colonnes engagées dans le mur.
La construction de la nef au cours de deux campagnes est à l'origine de la différence entre les trois premières travées et les six suivantes. Elles sont désaxées. Les unes sont dans l'axe du porche, les autres dans l'axe du chœur. La transition est soulignée par des piliers plus importants. La première partie est composée de voûte avec des arcs doubleaux alors que la seconde partie est en voûte en berceau plein cintre. Ce parti pris a permis d'obtenir une surface lisse et continue, appelée à devenir le support idéal d'un cycle peint. Les premiers supports sont des piles quadrilobées et, ensuite, des colonnes cylindriques assurent une meilleure pénétration de la lumière dans la seconde partie de la nef.
Les murs des collatéraux sont renforcés par de fortes colonnes engagées sur dosseret et par des contreforts à double ressaut réunis par des arcs de décharge. L'architecte fit confiance dans le système d'épaulement de la nef. Toutefois, il s'avéra insuffisant et il fallut, à l'époque gothique, renforcer les murs du côté nord.

#### Les sculptures
- Sculptures romanes du maître Denis, et de son atelier vers 1130 - 1150

#### Les peintures
Le musée des monuments français, à la Cité de l'architecture et du patrimoine, possède une reproduction réalisée par le peintre Pierre Valade des peintures murales de la voûte dans ses collections. Elle est présentée au plafond de la Bibliothèque d'architecture Jean-Louis Cohen de la Cité de l'architecture et du patrimoine à Paris au palais de Chaillot.

##### Plan
L'intérieur de la nef est orné de peintures murales datant des XIIe et XIIIe siècles qui font la célébrité du lieu. Elles ont été peintes directement sur les murs par un procédé intermédiaire entre la fresque et la détrempe. Les couleurs employées sont peu nombreuses, ocre jaune, ocre rouge et le vert, mélangées au blanc et au noir (et peu de bleu dont les pigments étaient très coûteux à l'époque).

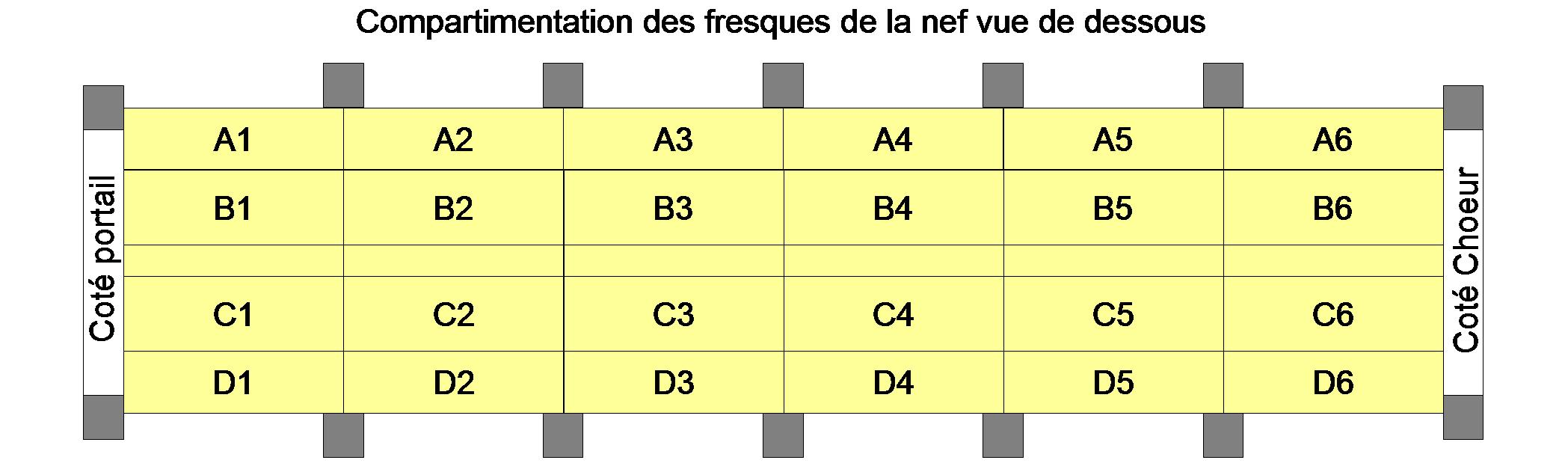

##### Fresques de la voûte (registres A et B)
Le registre A se lit de gauche à droite ; le registre B se lit de droite à gauche.
La numérotation des scènes est celle retenue par le site Inventaire Poitou-Charentes.

Ensemble de la voûte (registres A et B à l’endroit, en bas)
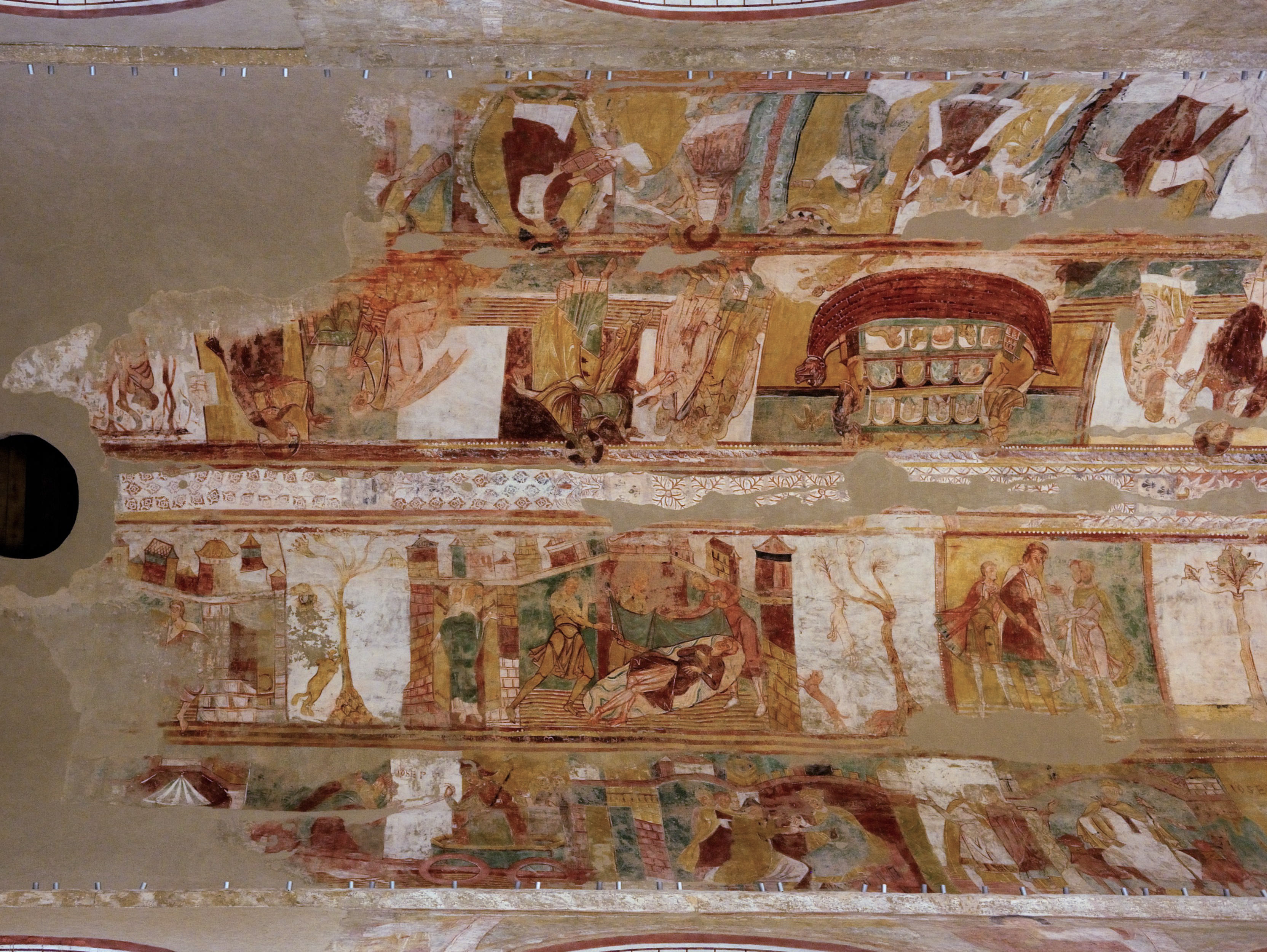
Partie est.
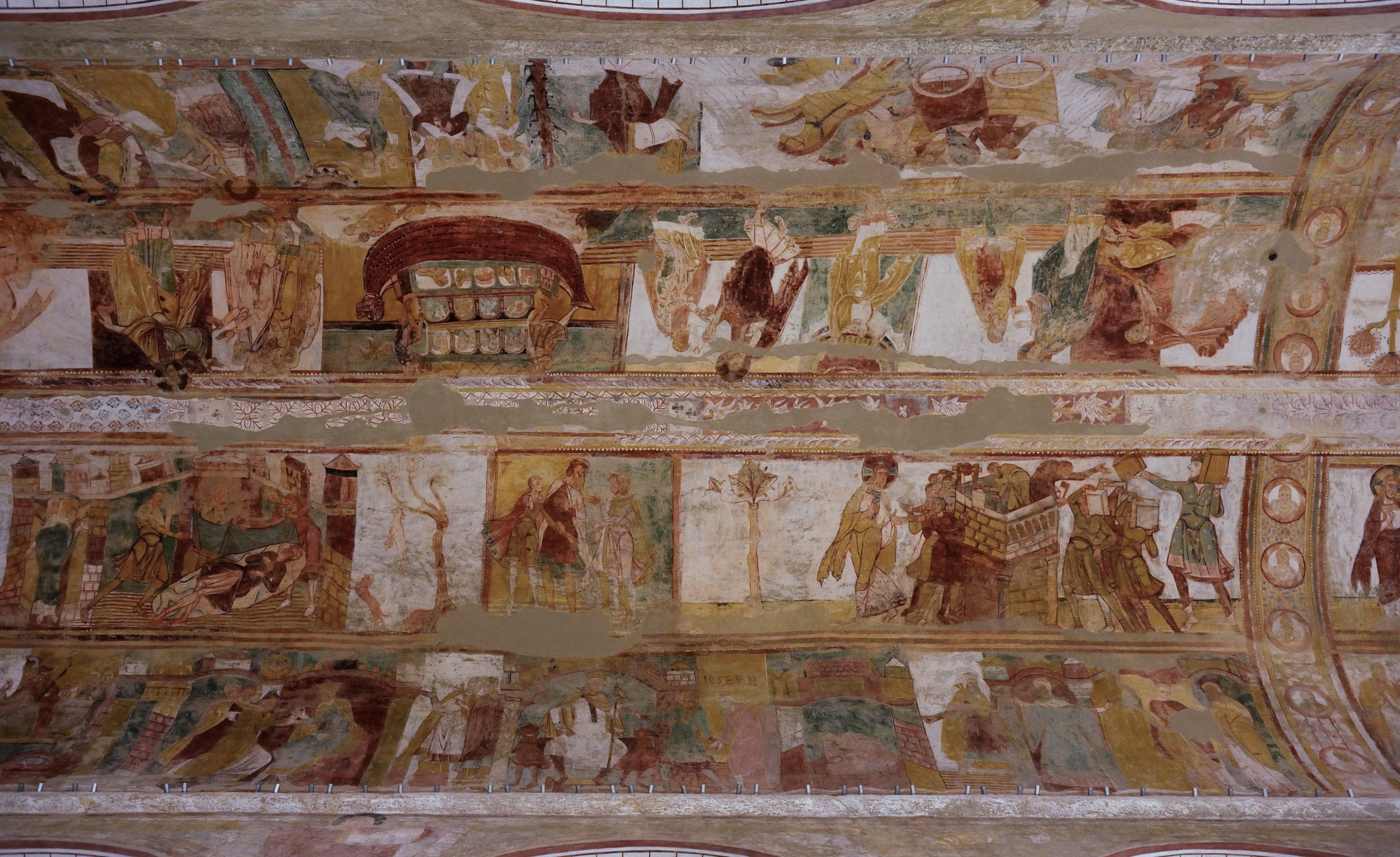
Partie médiane.
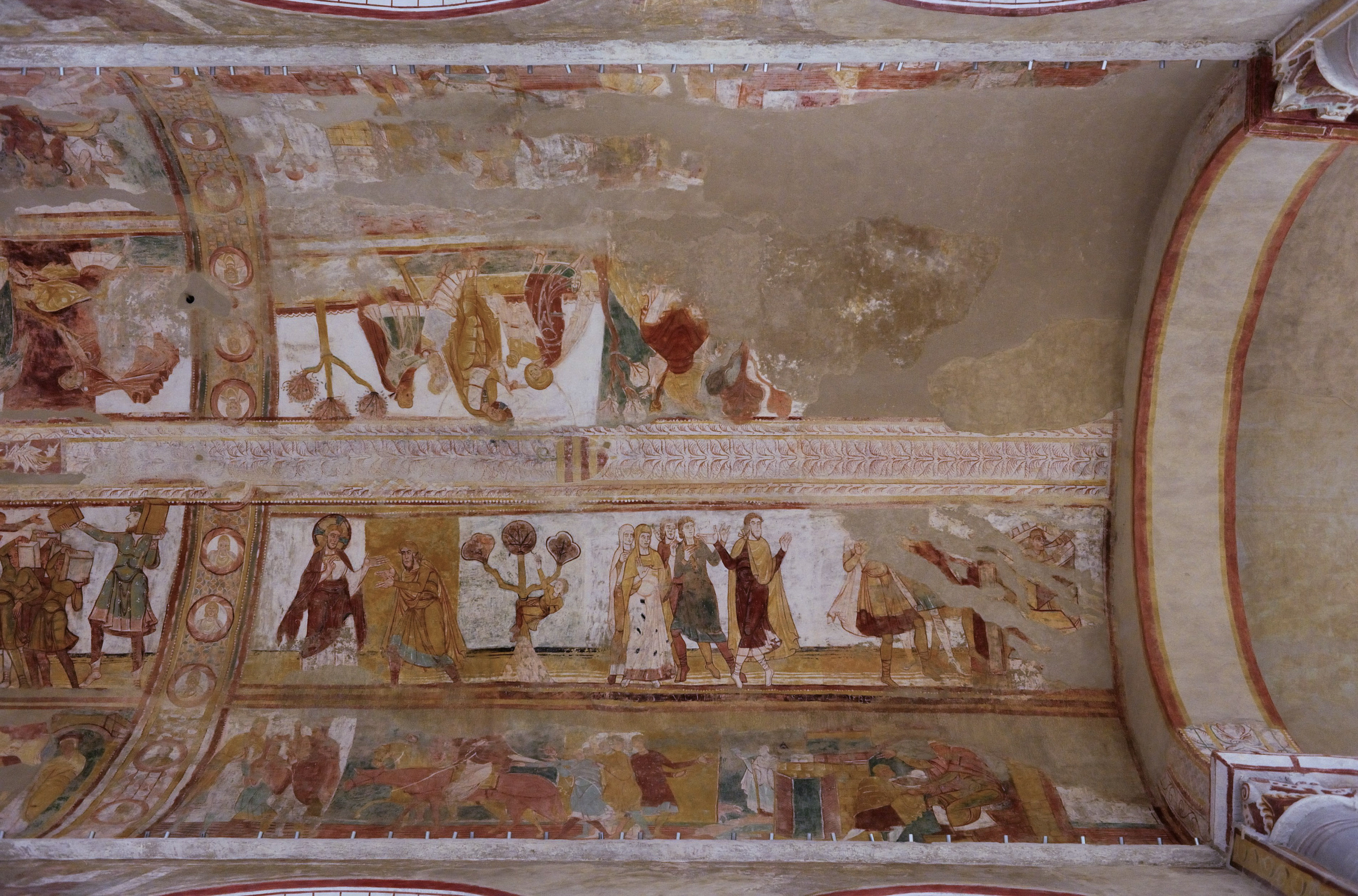
Partie ouest.

Fresques de la voûte, détails des registres A et B.
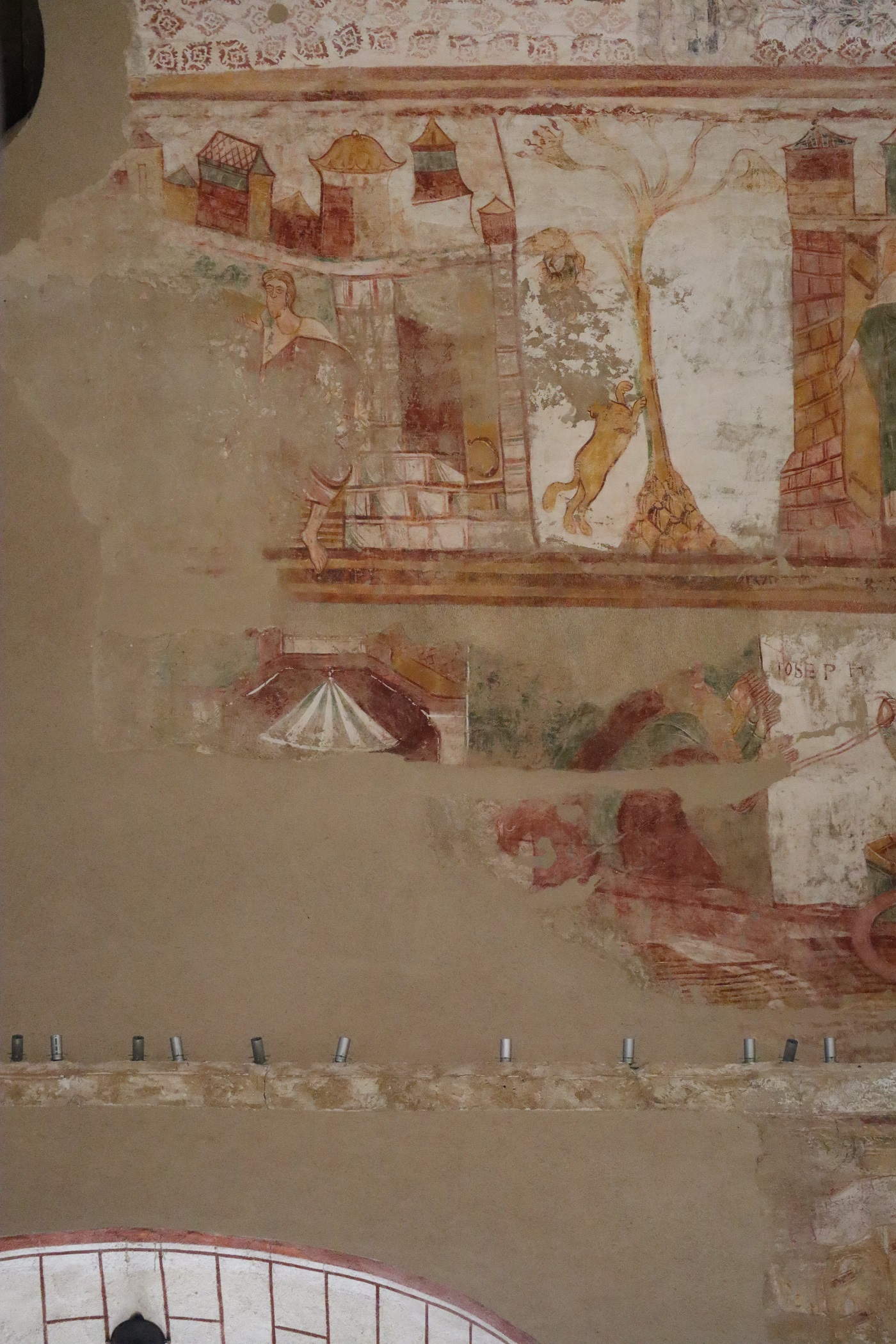
A 23 - Noé buvant son vin (Gen.9, 21) A 24 - Le corbeau et le renard. ---- B 51 - Joseph vend son froment aux Égyptiens (Gen.41, 56) B 50 - Joseph sur le char de Pharaon (Gen.41, 43).
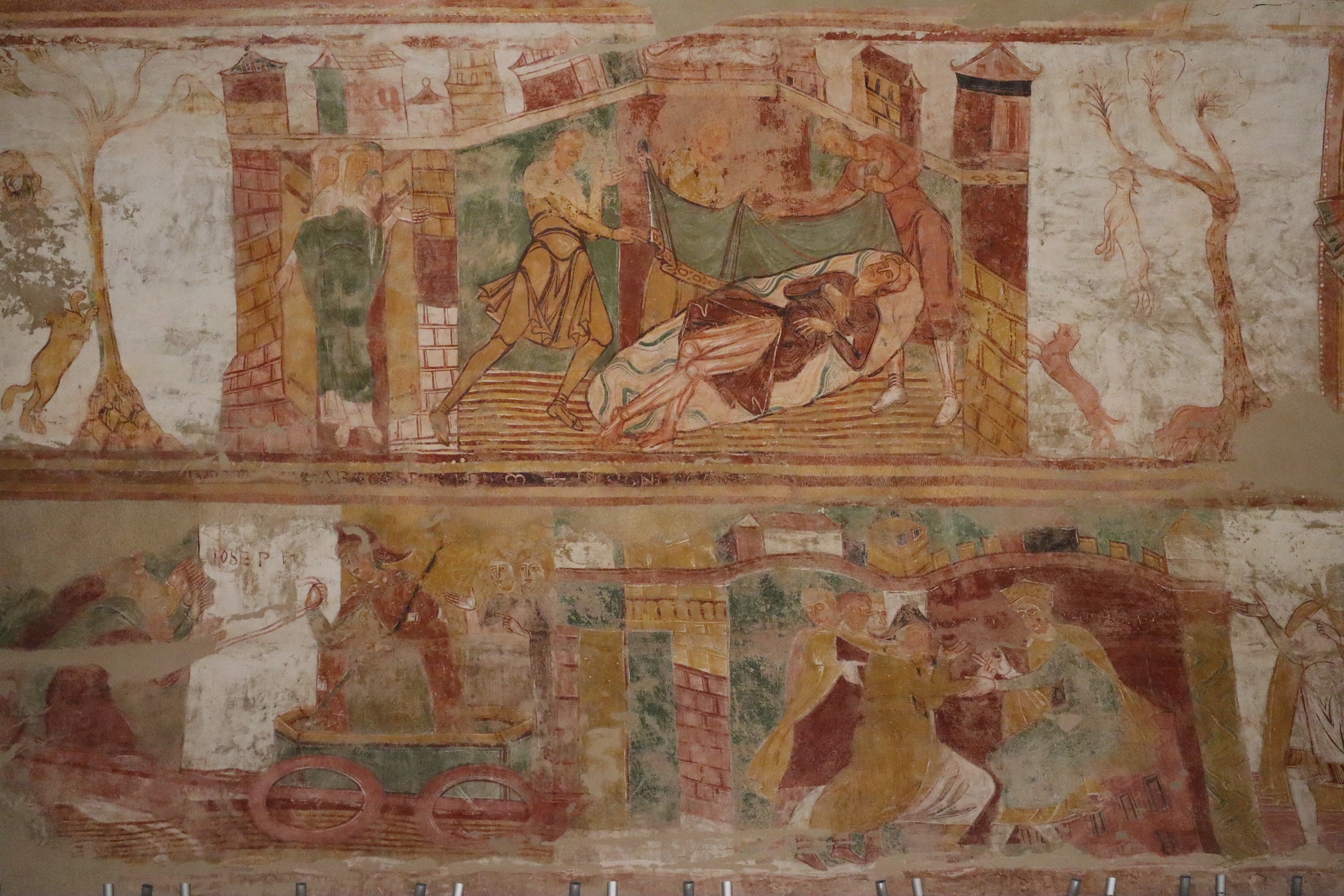
A 24 - Le corbeau et le renard A 25 - Sem et Japhet couvrant la nudité de leur père (Gen.9, 23) A 26 - Arbre et animaux ---- B 50 - Joseph sur le char de Pharaon (Gen.41, 43) B 49 - Pharaon passant son anneau au doigt de Joseph (Gen.41, 42).
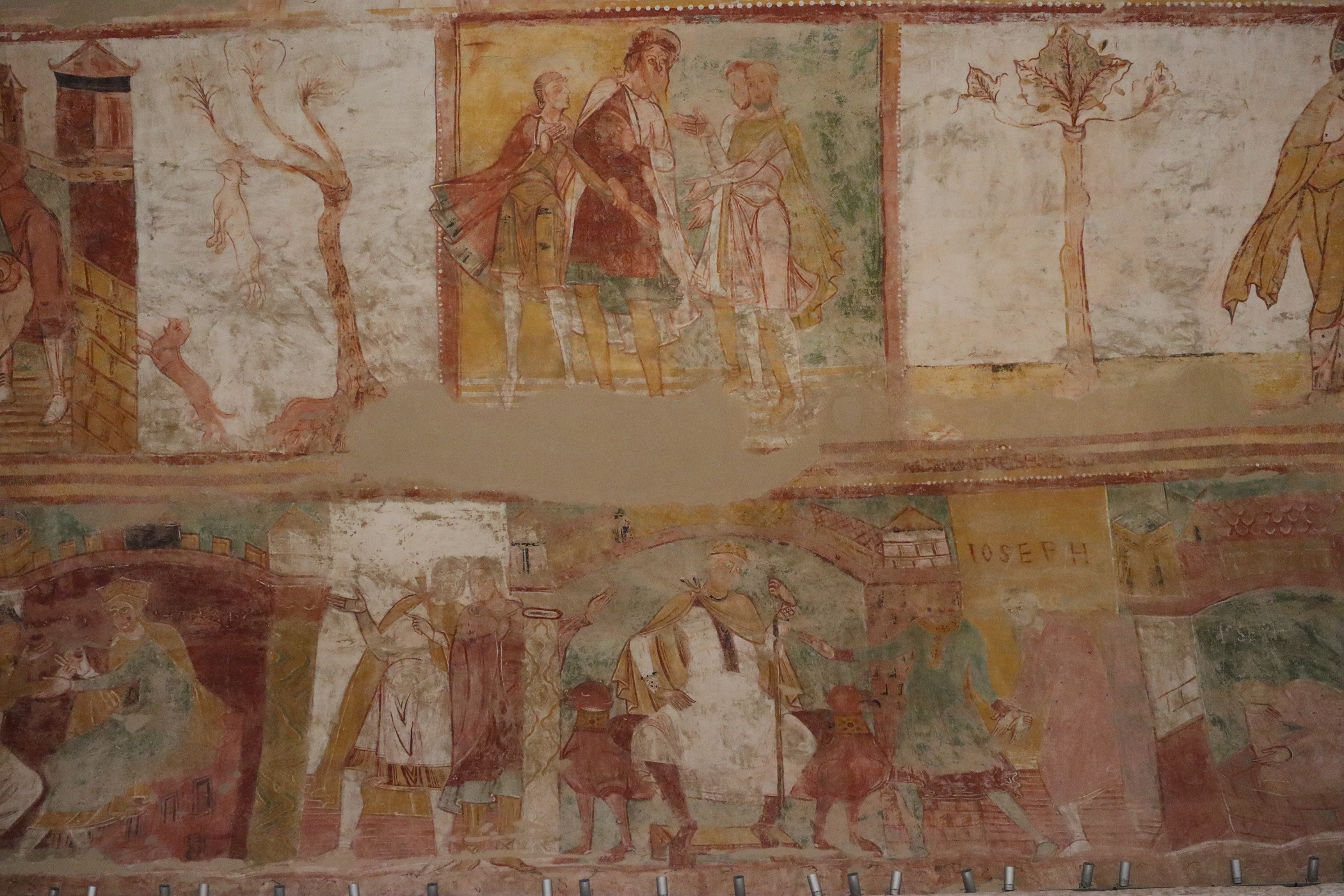
A 26 - Arbre et animaux A 27 - Noé maudit Canaan (Gen.9, 24-27) A 28 - Arbre ---- B 49 - Pharaon passant son anneau au doigt de Joseph (Gen.41, 42) B 48 - Joseph interprète les songes de Pharaon (Gen.41, 14-36) B 47 - Joseph en prison (Gen.39, 20-21).
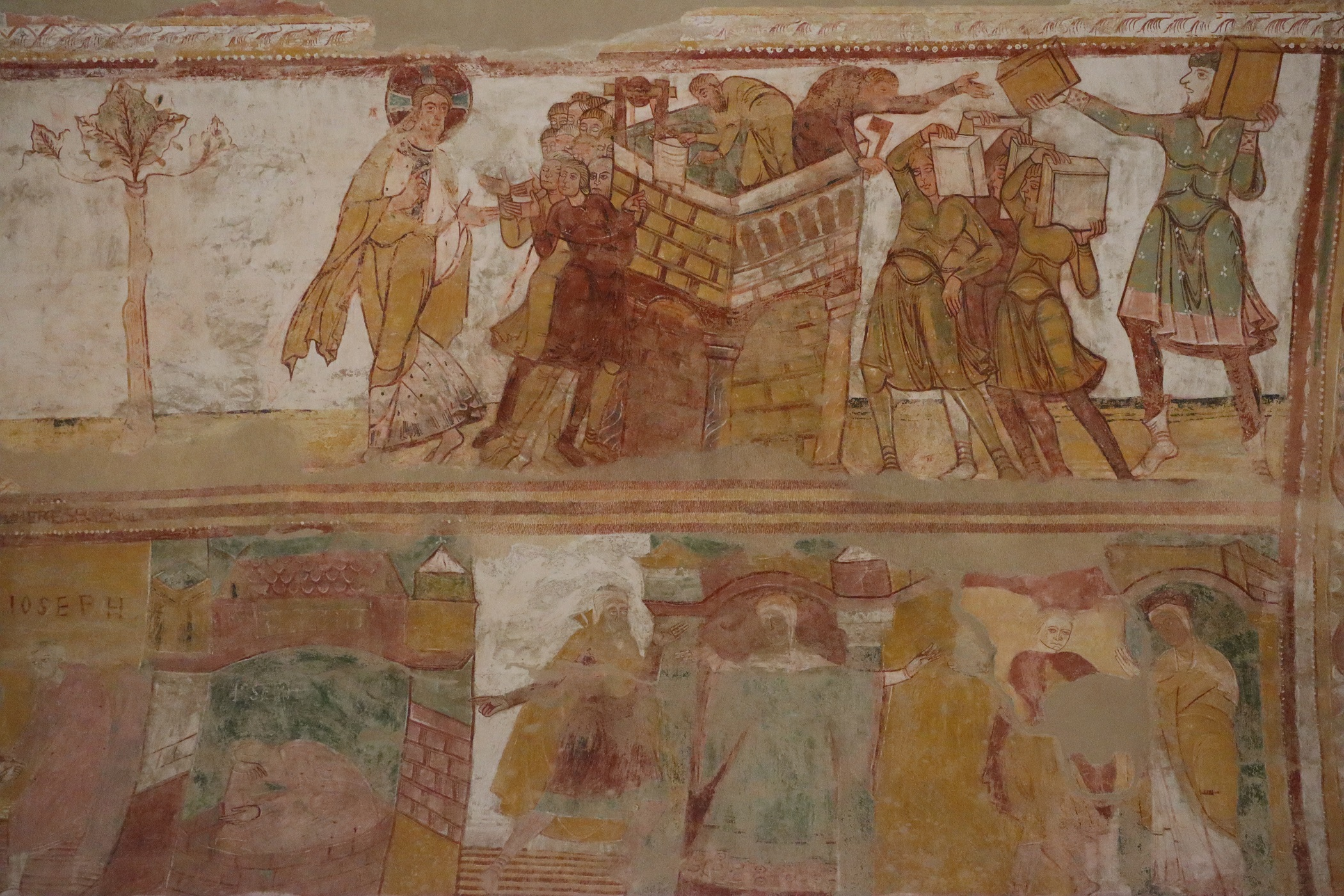
A 28 - Arbre A 29 - Construction de la Tour de Babel (Gen.11, 4-7) ---- B 47 - Joseph en prison (Gen.39, 20-21) B 46 - Joseph calomnié par la femme de Potiphar (Gen.39, 14-19) B 45 - Joseph et la femme de Potiphar (Gen.39, 7-12).
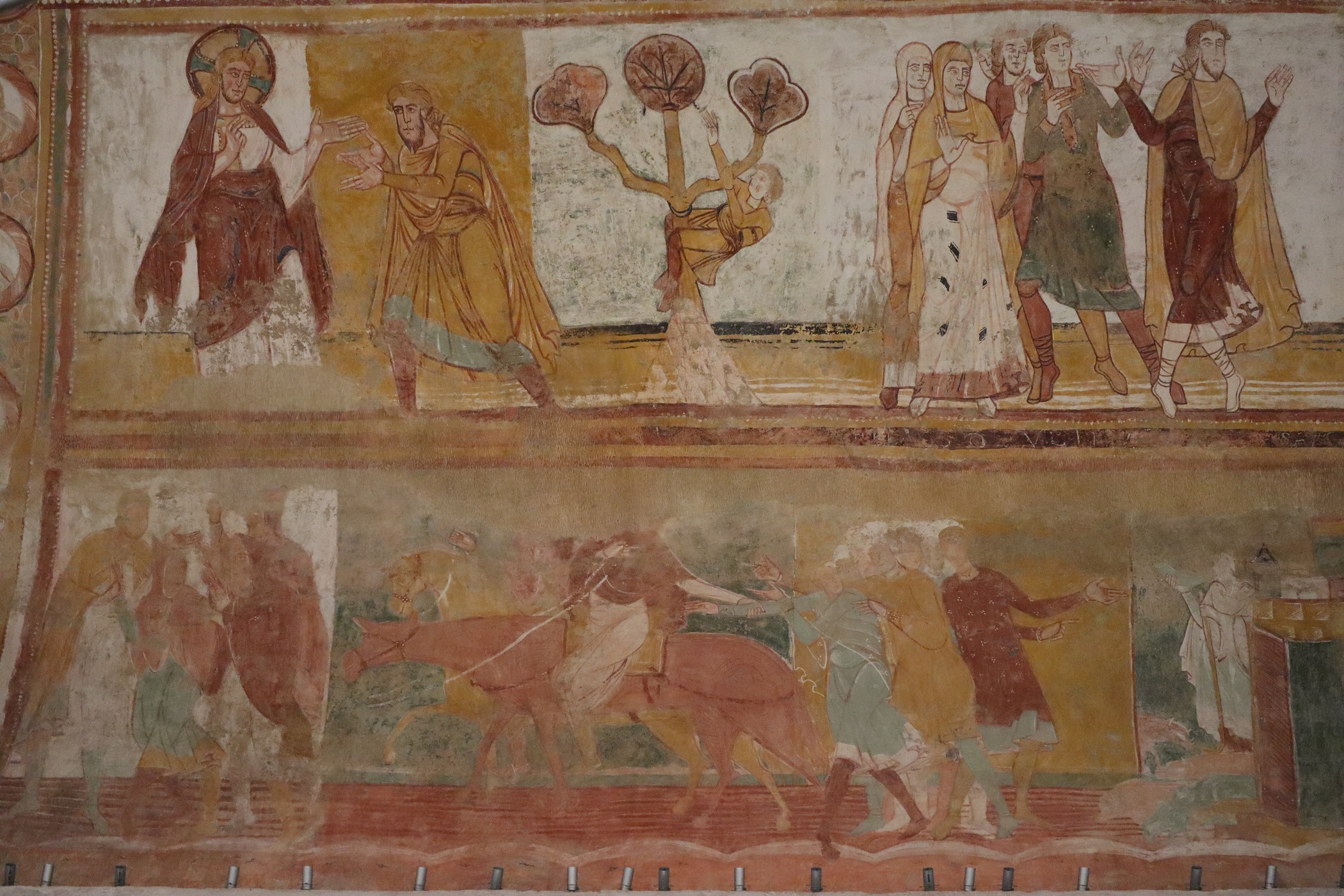
A 30 - Dieu donne ses instructions à Abraham (Gen.12, 1-3) A 31 - Personnage grimpant à un arbre A 32 - Séparation d'Abraham et Lot (Gen.13, 8-9) ---- B 44 - Joseph vendu par les Madianites à Potiphar (Gen. 37, 36) B 43 - Joseph vendu par ses frères (Gen.37, 27).
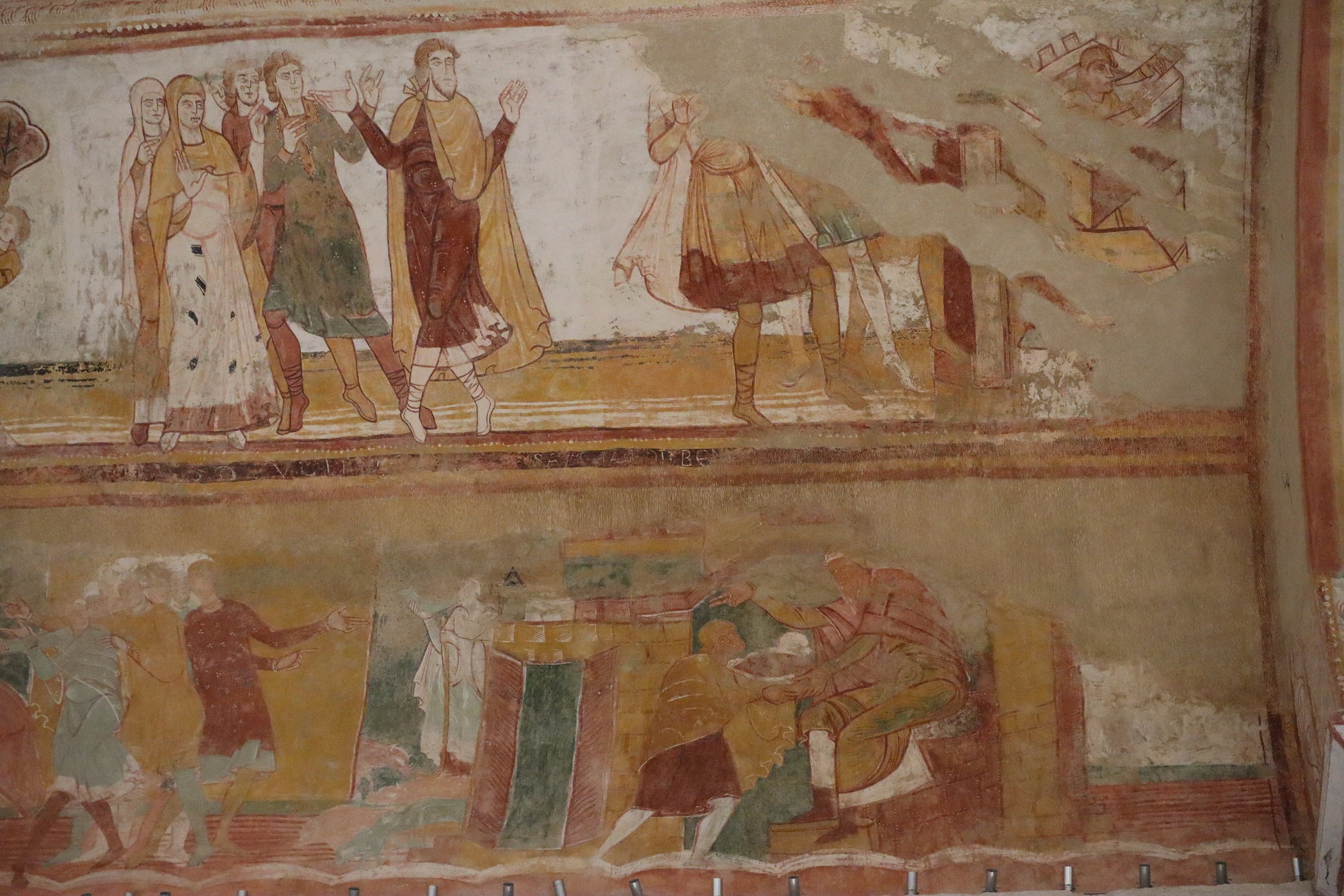
A 32 - Séparation d'Abraham et Lot (Gen.13, 8-9) A 33 - Lot emmené en prison (Gen.14, 12-14) ---- B 42 - Isaac bénit Jacob (Gen.27, 18-19).

- A 23 - Noé buvant son vin (Gen.9, 21)
A 24 - Le corbeau  et  le  renard.
----
B 51 - Joseph vend son froment aux Égyptiens (Gen.41, 56)
B 50 - Joseph sur le char de Pharaon (Gen.41, 43).
- A 24 - Le corbeau  et  le  renard
A 25 - Sem et Japhet couvrant la nudité de leur père (Gen.9, 23)
A 26 - Arbre et animaux
----
B 50 - Joseph sur le char de Pharaon (Gen.41, 43)
B 49 - Pharaon passant son anneau au doigt de Joseph (Gen.41, 42).
- A 26 - Arbre et animaux
A 27 - Noé maudit Canaan (Gen.9, 24-27)
A 28 - Arbre
----
B 49 - Pharaon passant son anneau au doigt de Joseph (Gen.41, 42)
B 48 - Joseph interprète les songes de Pharaon (Gen.41, 14-36)
B 47 - Joseph en prison (Gen.39, 20-21).
- A 28 - Arbre
A 29 - Construction de la Tour de Babel (Gen.11, 4-7)
----
B 47 - Joseph en prison (Gen.39, 20-21)
B 46 - Joseph calomnié par la femme de Potiphar (Gen.39, 14-19)
B 45 - Joseph et la femme de Potiphar (Gen.39, 7-12).
- A 30 - Dieu donne ses instructions à Abraham (Gen.12, 1-3)
A 31 - Personnage grimpant à un arbre
A 32 - Séparation d'Abraham et Lot (Gen.13, 8-9)
----
B 44 - Joseph vendu par les Madianites à Potiphar (Gen. 37, 36)
B 43 - Joseph vendu par ses frères (Gen.37, 27).
- A 32 - Séparation d'Abraham et Lot (Gen.13, 8-9)
A 33 - Lot emmené en prison (Gen.14, 12-14)
----
B 42 - Isaac bénit Jacob (Gen.27, 18-19).

##### Fresques de la voûte (registres C et D)
Les deux registres se lisent de gauche à droite.

Ensemble de la voûte (registres C et D à l’endroit, en bas)
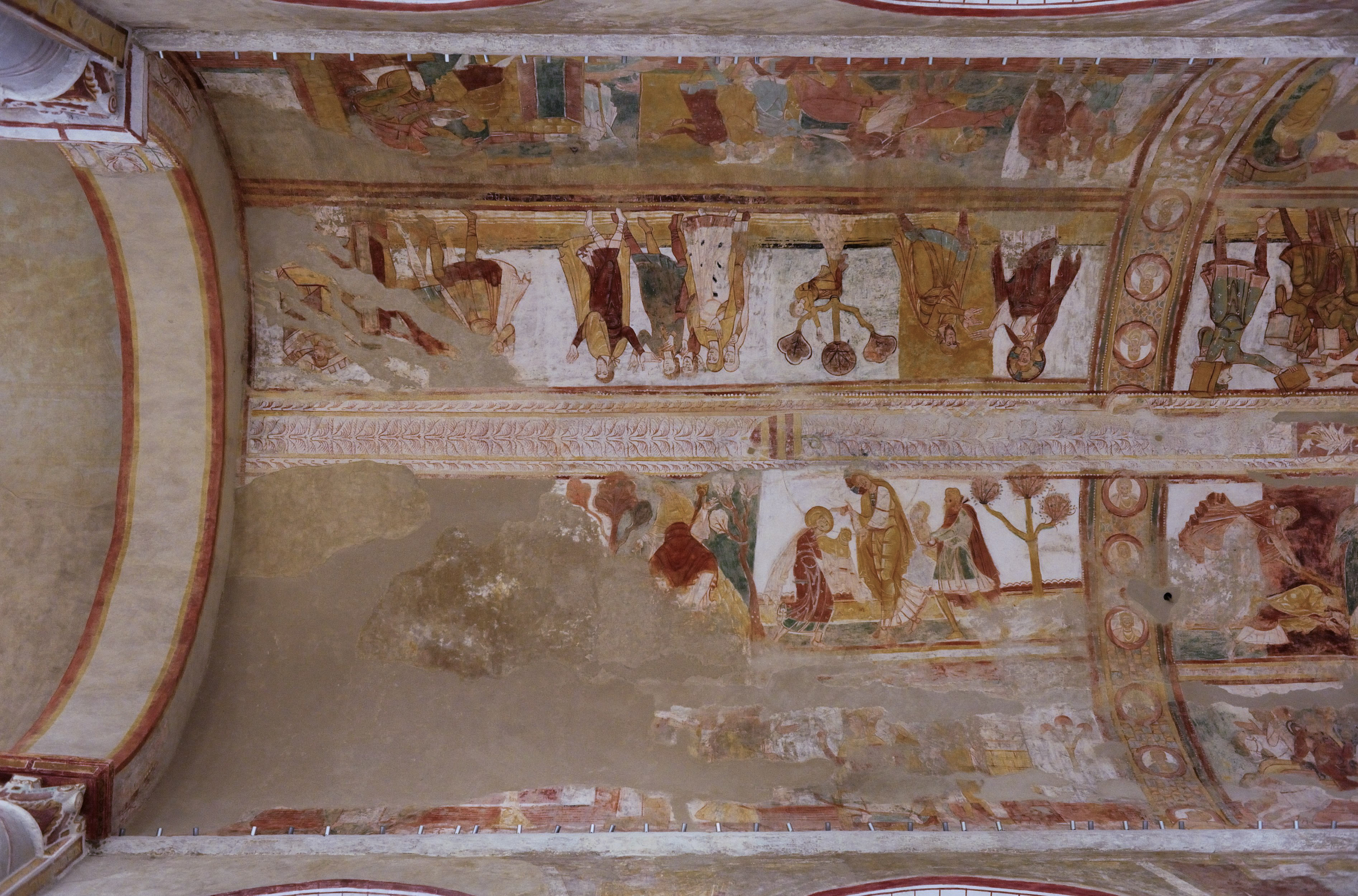
Partie ouest.
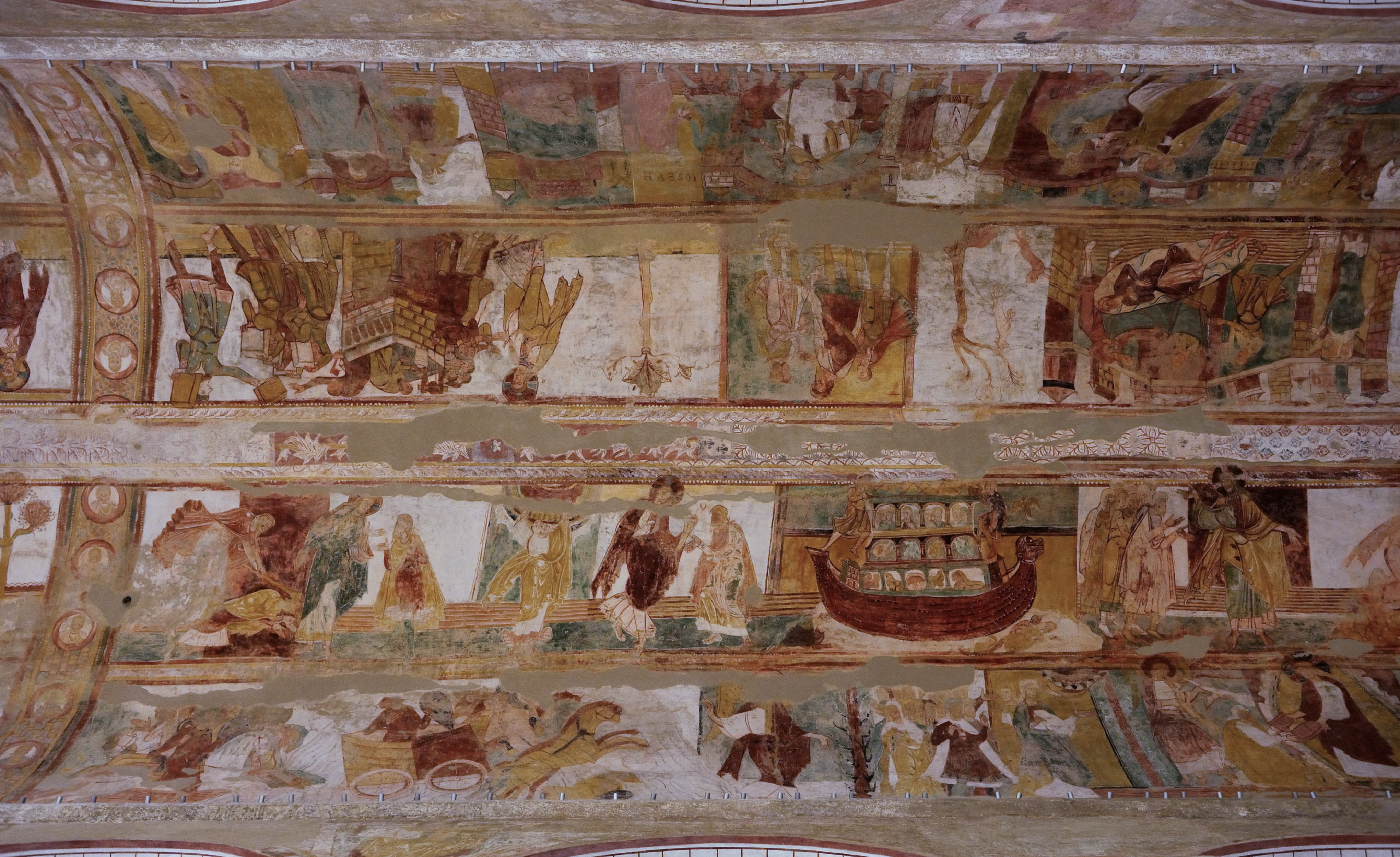
Partie médiane.
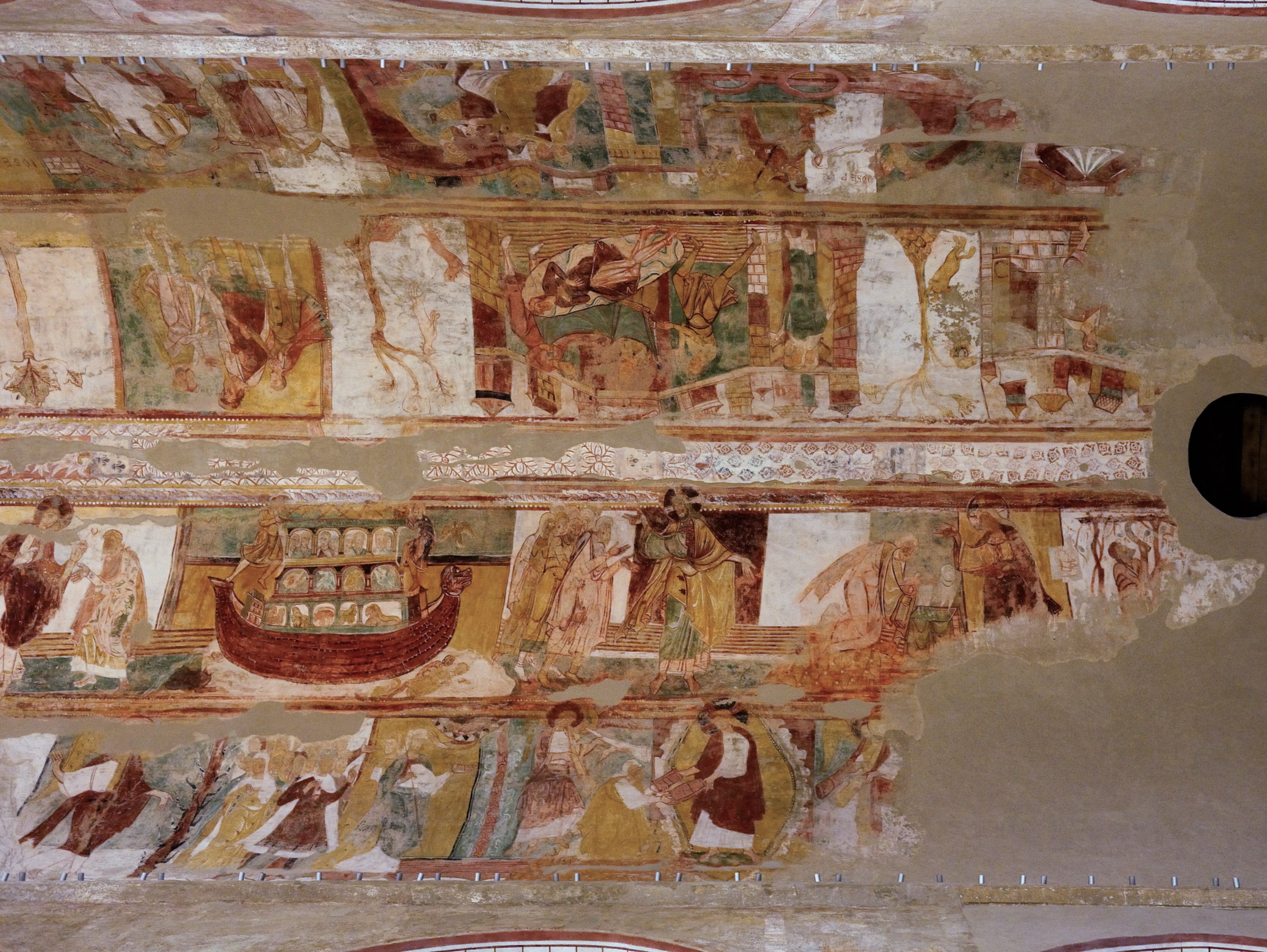
Partie est.

Fresques de la voûte, détails des registres C et D.
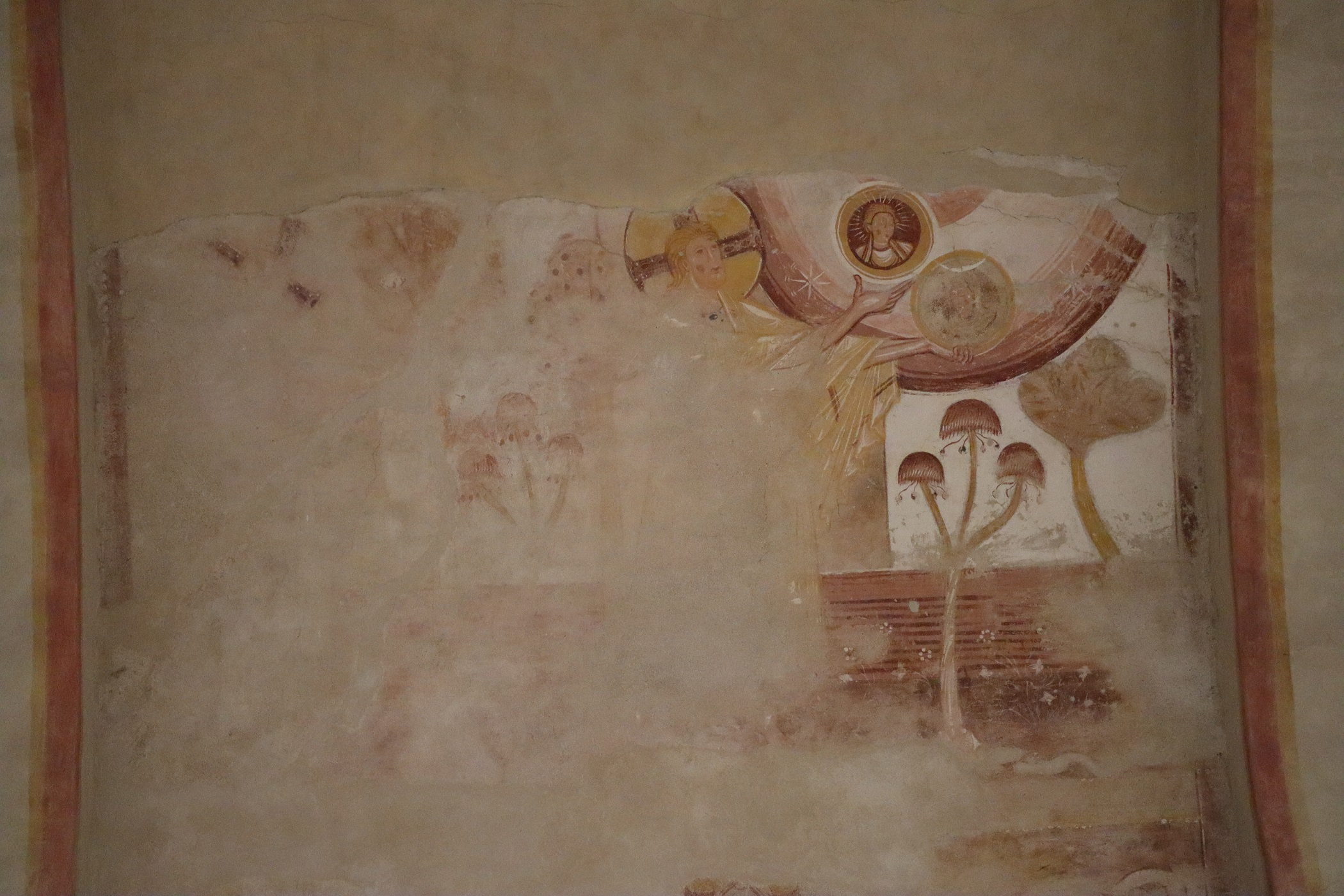
C 3. Création du Soleil, de la Lune et des étoiles (Gen.1, 14-19). (vestige hors-champ, à l’ouest vers la façade).
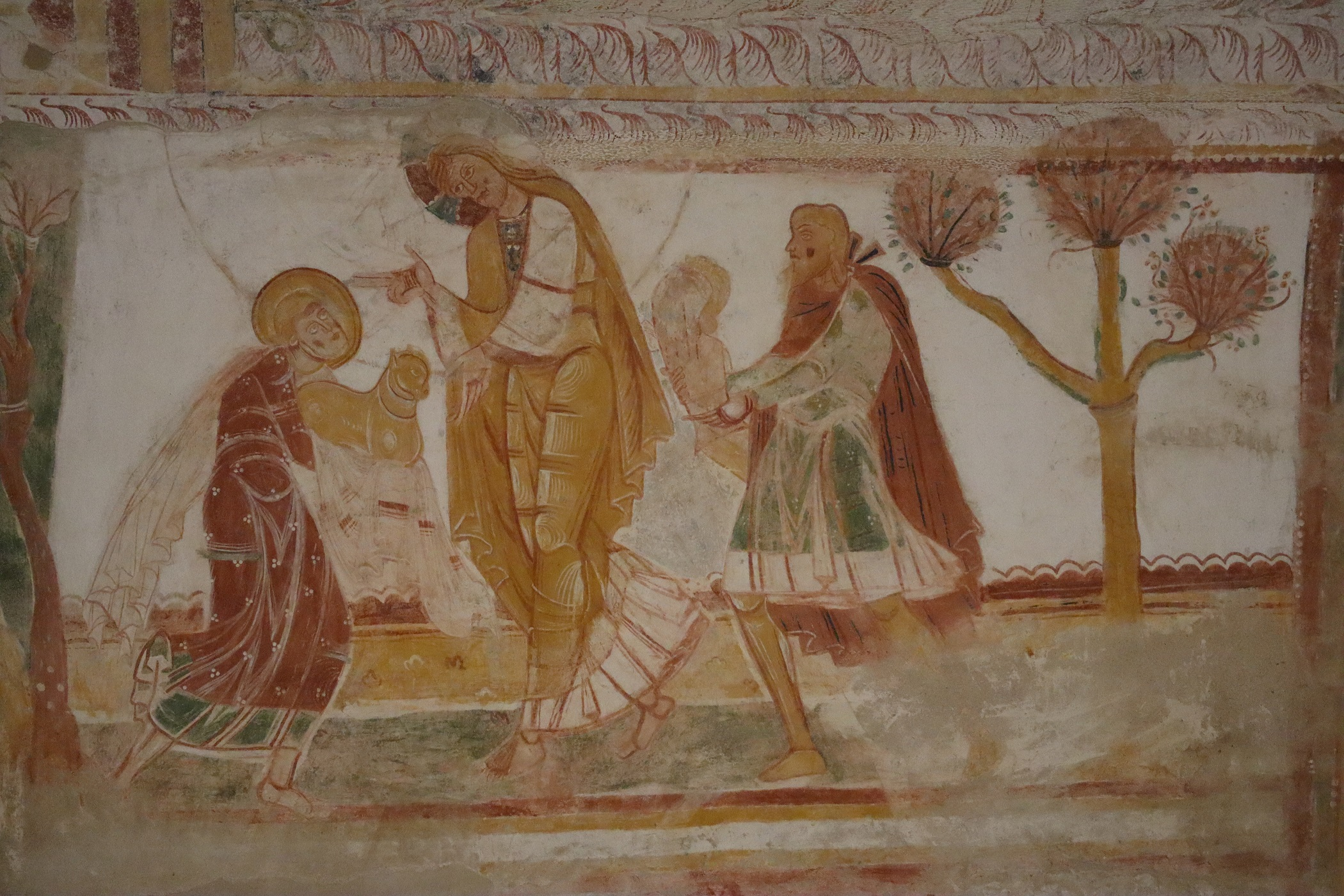
C 14. Offrandes d'Abel et Caïn (Gen.4, 3-5).
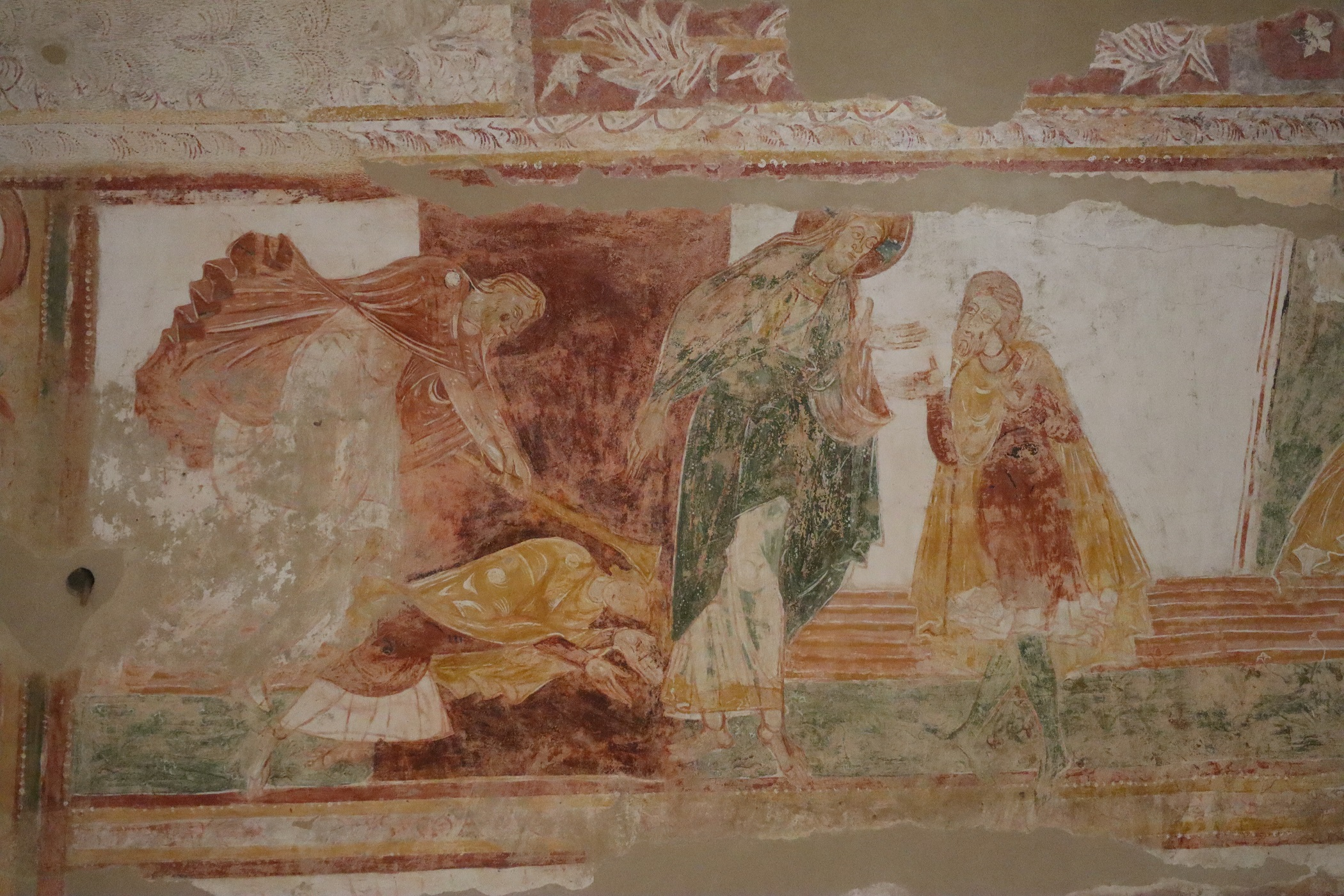
C 15 - Caïn tue Abel (Gen.4, 8) C 16 - Dieu maudit Caïn (Gen.4, 9-16).
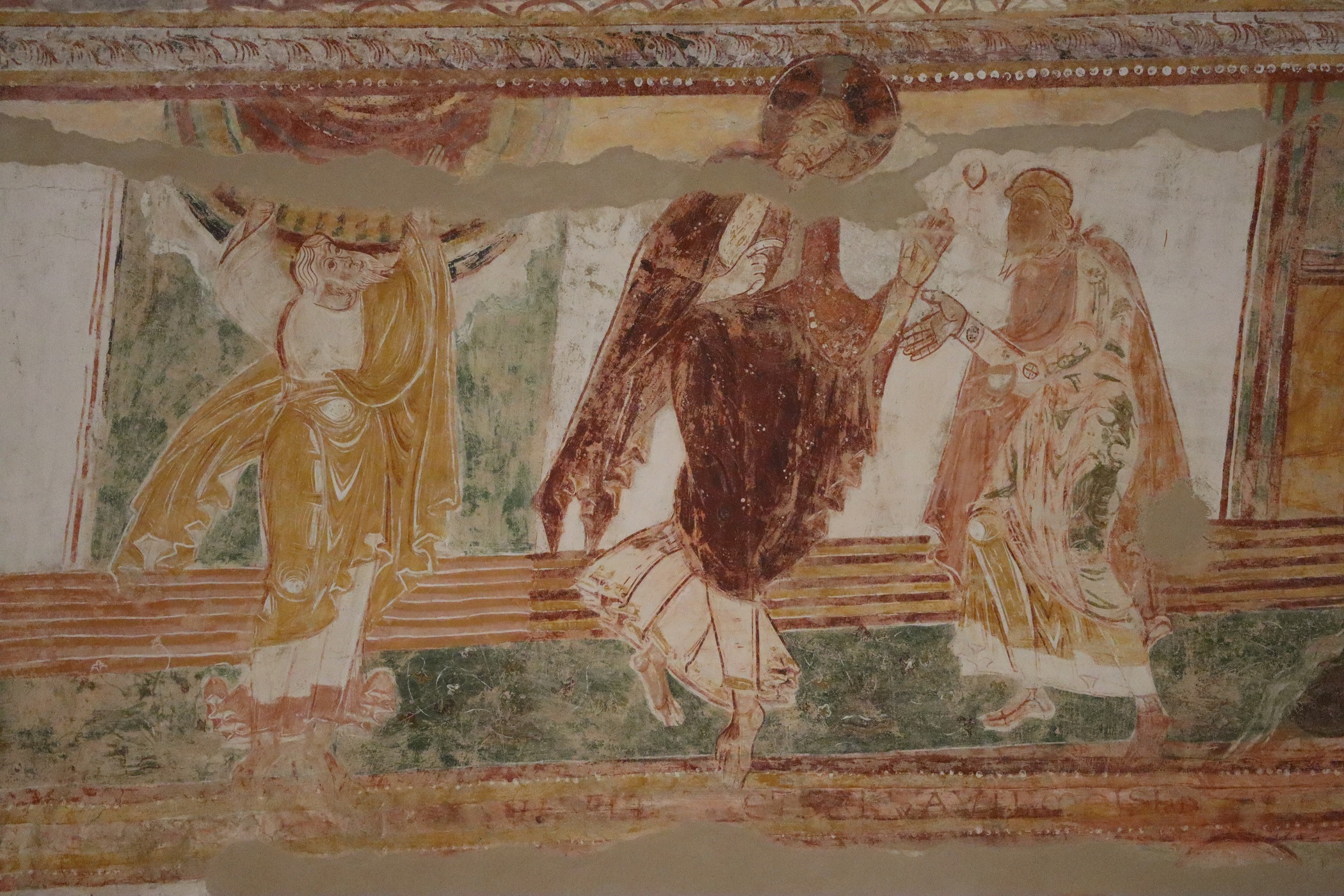
C 17 - Enlèvement d'Hénoch (Gen.5, 24). C18 - Dieu donne ses instructions à Noé (Gen.6, 13-21 et 7, 1-4).
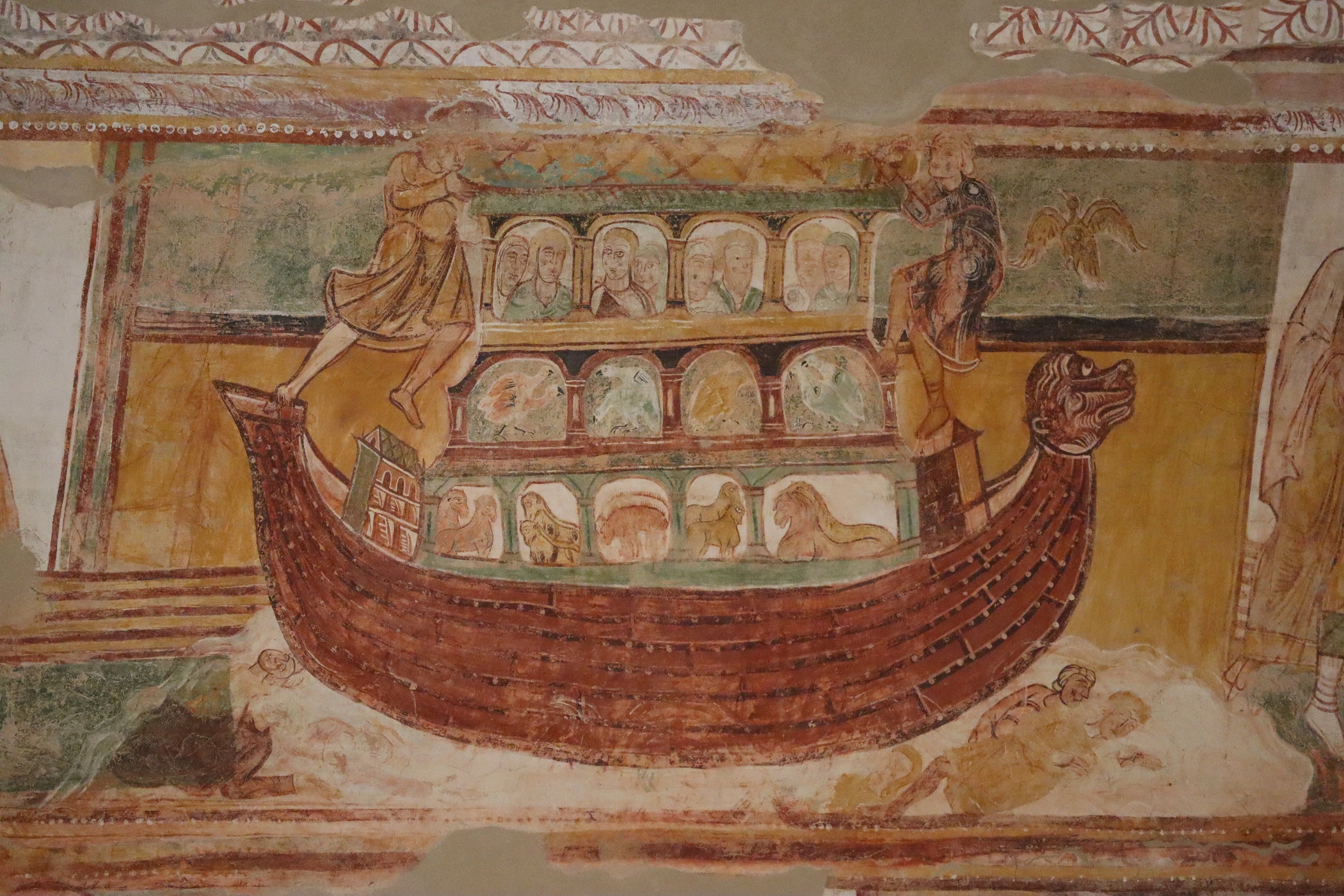
C 19 - Arche de Noé et lâcher du corbeau (Gen.7, 7-24 et 8, 1-12).
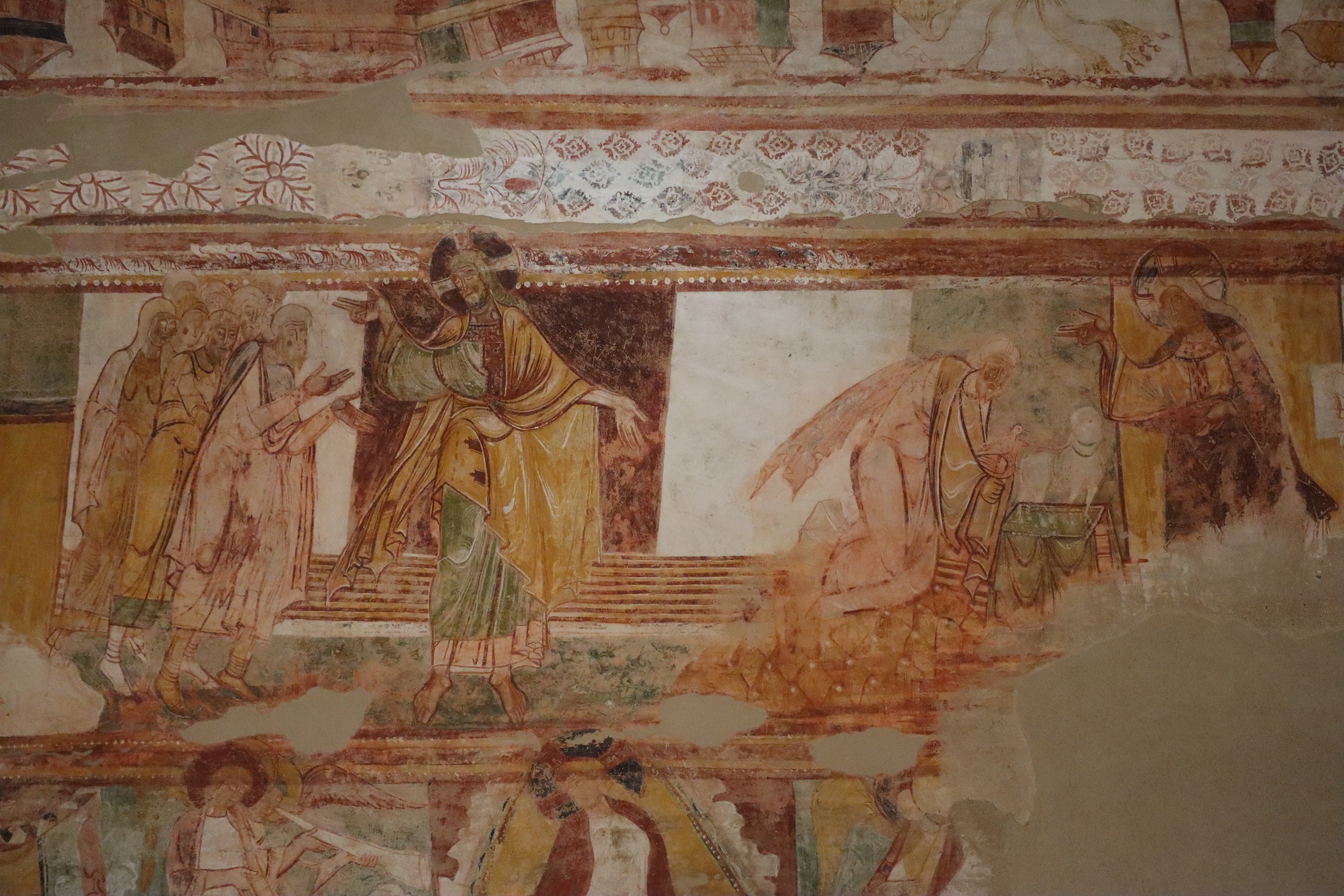
C 20 - Sortie de l'Arche (Gen.8, 18 et 9, 1-17) C 21 - Sacrifice de Noé (Gen.7, 20).
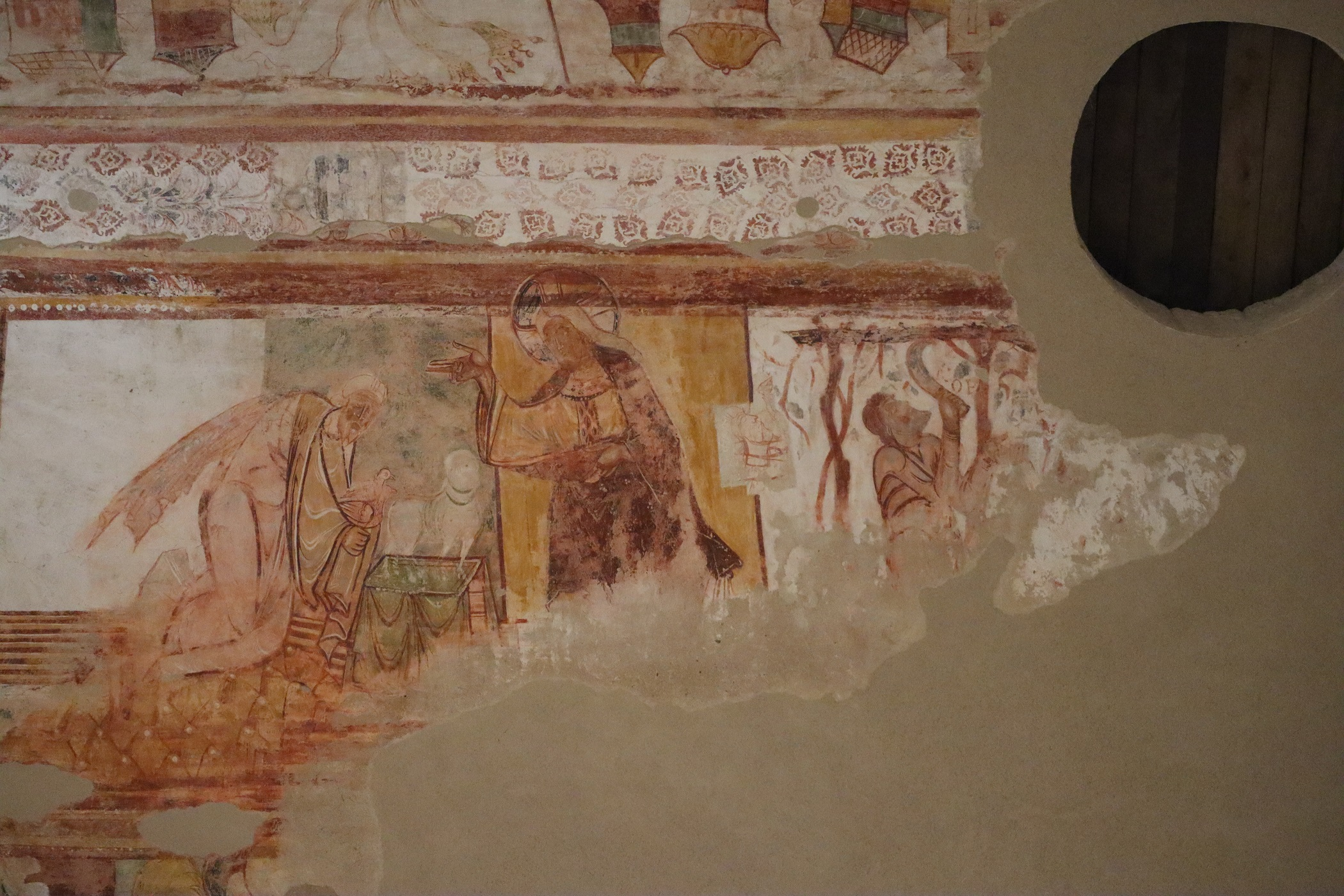
C 21 - Sacrifice de Noé (Gen.7, 20). C 22 - Vendange de Noé (Gen.9, 20).
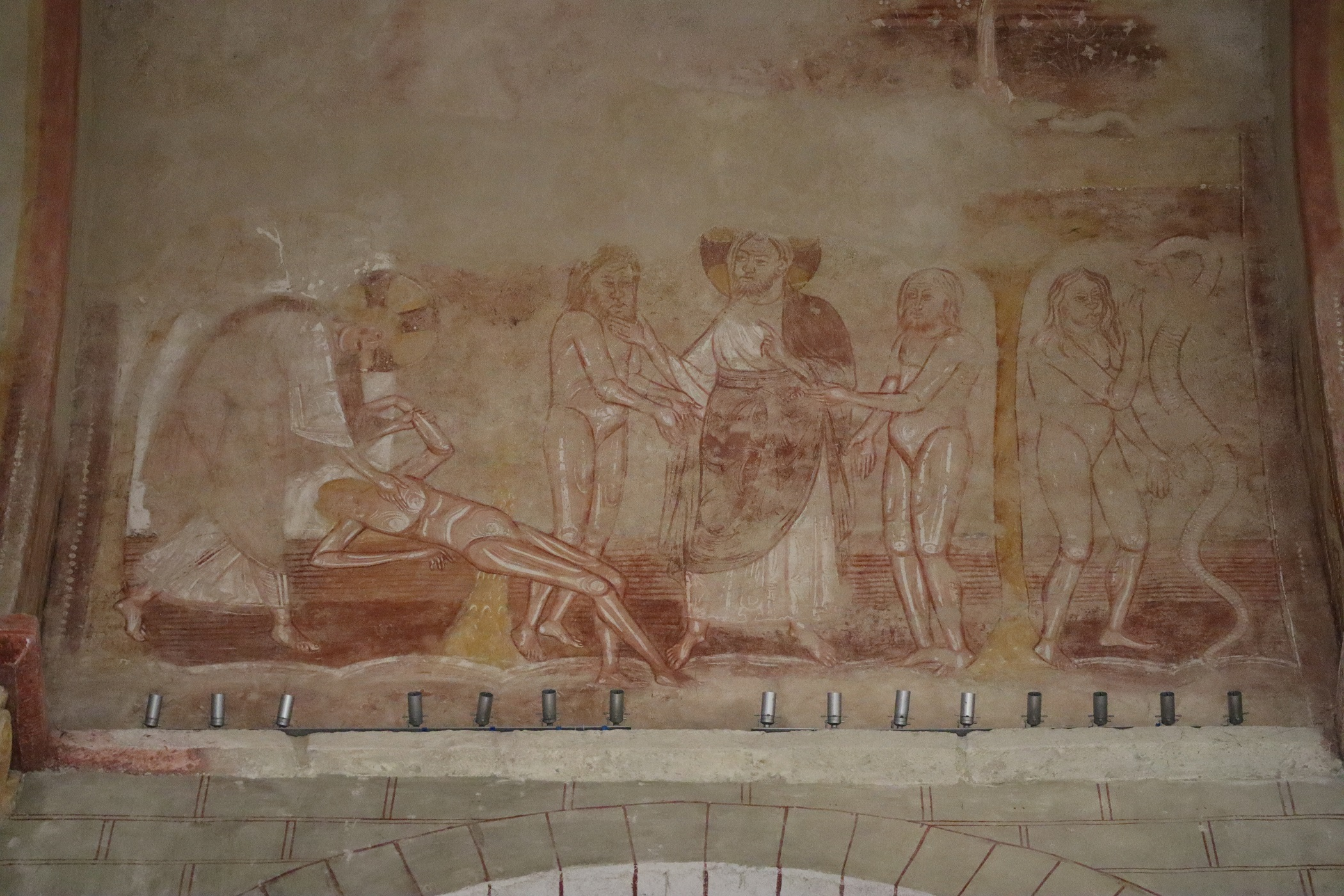
D 6 - Création de la femme (Gen.1, 27 et 2, 21-22) (vestige hors-champ, à l’ouest vers la façade).
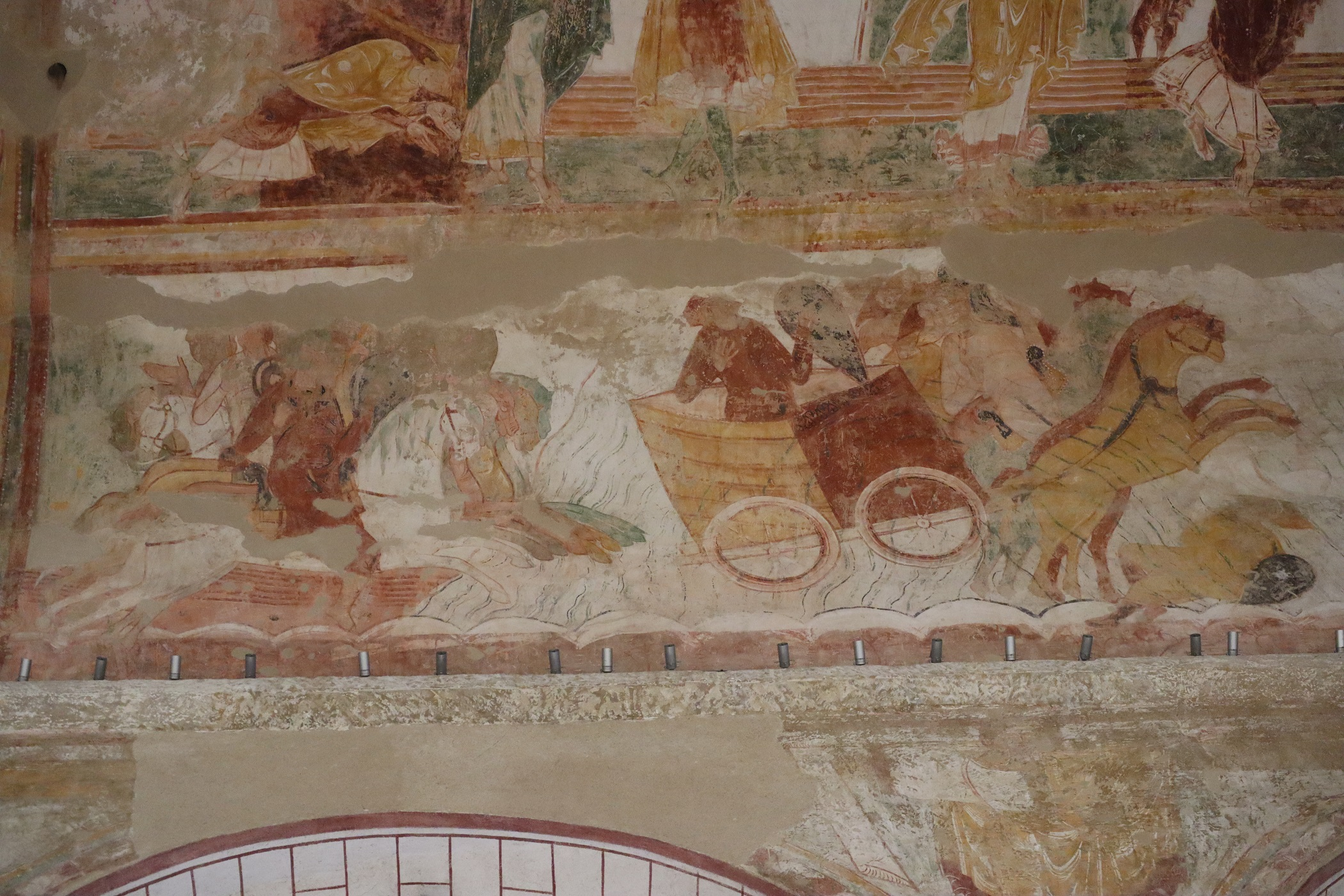
D 54 - Arbre. D 55 - Passage de la mer Rouge (Ex.14, 26-28).
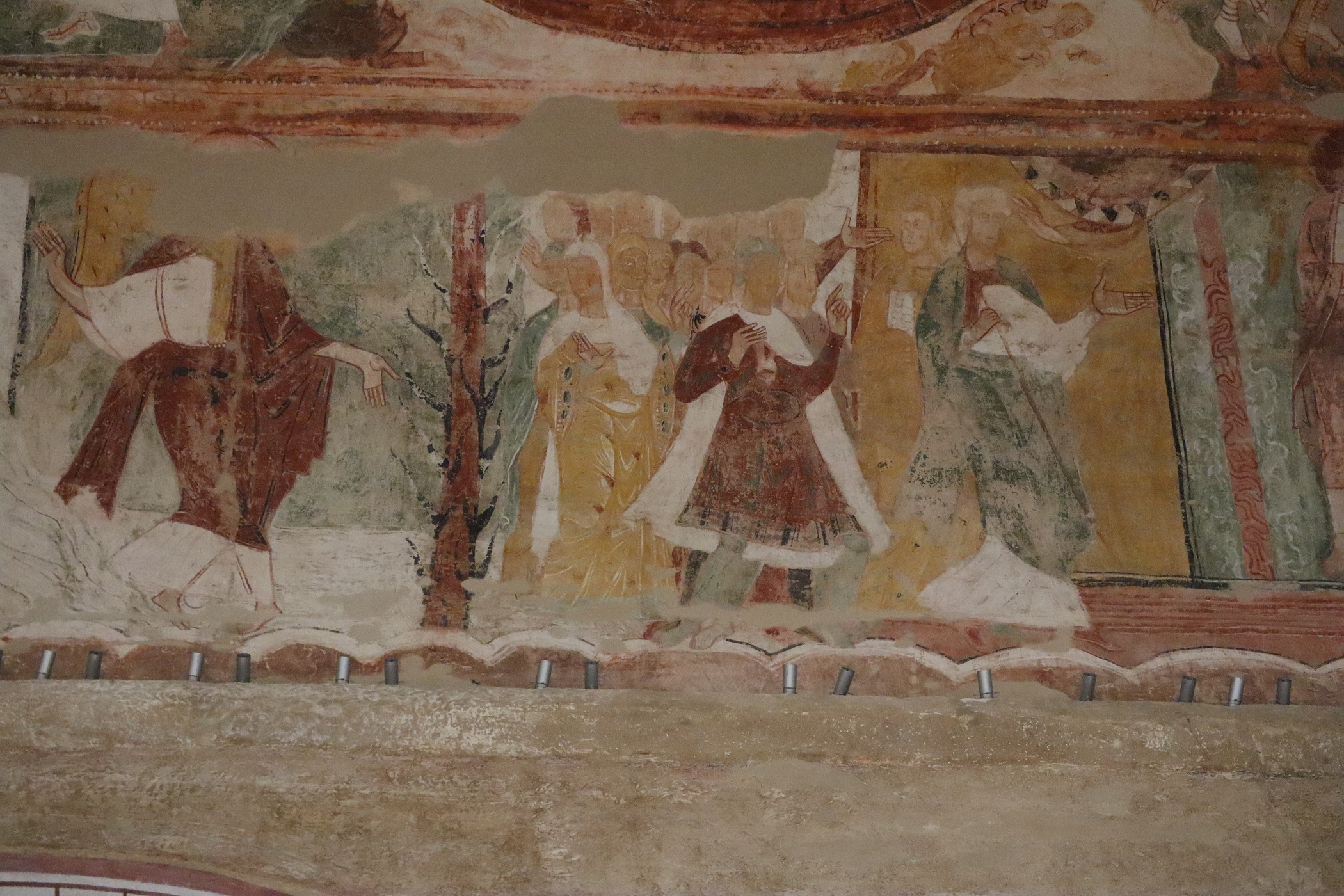
D 56 - L’Ange de Dieu conduisant les armées d'Israël (Ex.14-19). D 57 - Les israélites guidés par la colonne de feu (Ex.13, 21-22). D 58 - Moïse conduisant son peuple (Ex.15, 22).
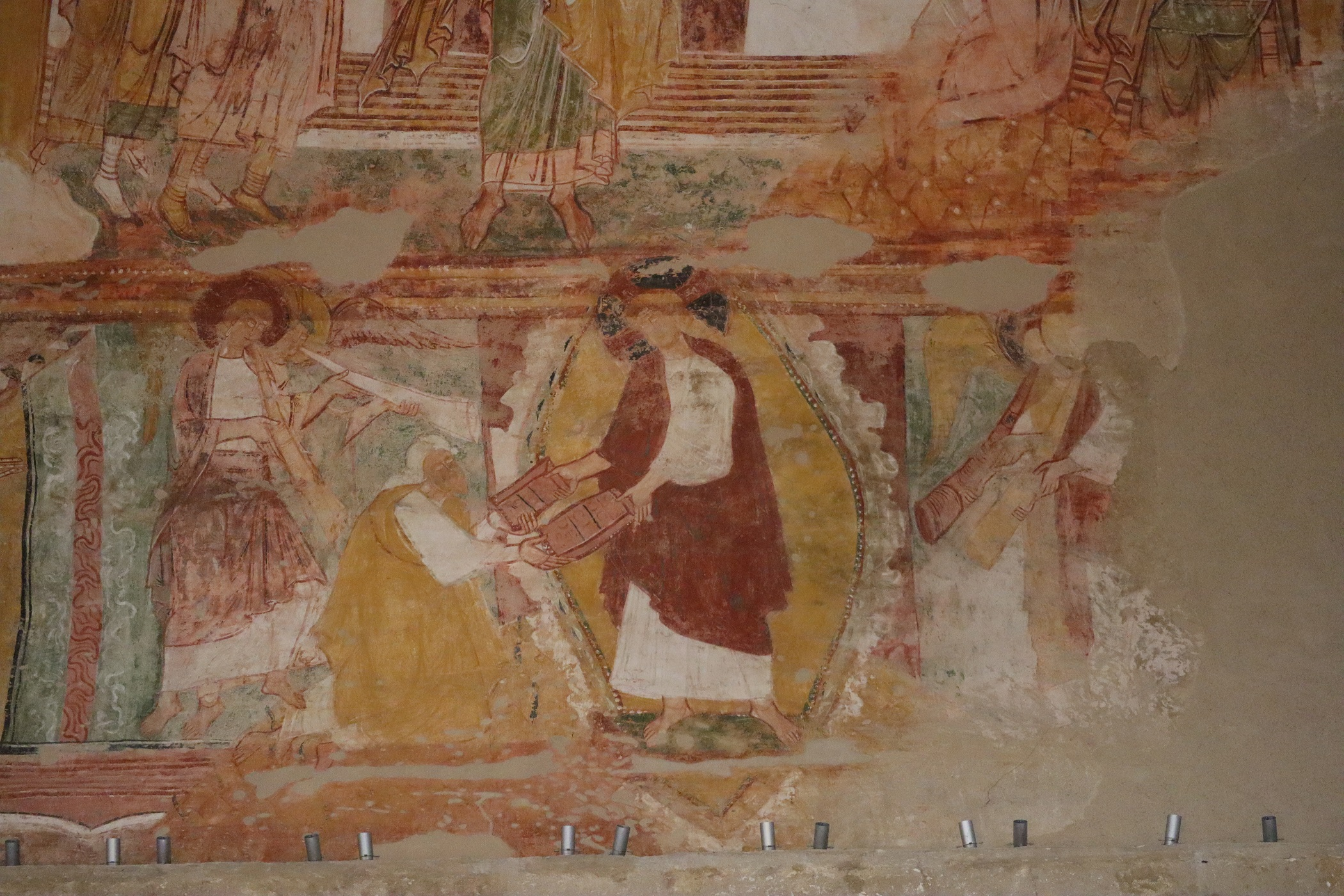
D 59 - La colonne de nuée (Ex.13, 21-22 et 14, 19-20). D 60 - Moïse recevant les tables de la Loi (Ex.31, 18)

Les peintures murales représentent uniquement des scènes de l'Ancien Testament issues des deux premiers livres du Pentateuque : la Genèse et l'Exode. Elles se lisent comme un grand livre. Deux registres de peinture se déploient de chaque côté d'une frise qui divise la voûte dans toute sa longueur.

##### La Création et la Chute
La Création et la Chute : sur 16 tableaux, 8 ont disparu. Il reste :
- la création, le quatrième jour, du soleil, de la lune et des étoiles[B 4] ;
- la création de la femme, le sixième jour[B 5],[B 6] ;
- Dieu présente Ève et Adam[B 7] ;
- Ève est tentée par le serpent de goûter au fruit défendu[B 8] ;
- Adam et Ève mangent le fruit défendu et commettent ainsi le péché originel[B 9] (scène très abîmée) ;
- Dieu sermonne Adam et Ève pour lui avoir désobéi[B 10] (scène très abîmée) ;
- en châtiment, Adam et Ève sont chassés du jardin d'Éden[B 11] (scène très abîmée) ;
- Ève file sa quenouille, travail manuel courant des femmes du Moyen Âge.

##### L'histoire d'Abel et de Caïn
- Abel et Caïn, les fils d'Adam et Ève, font une offrande à Dieu : Abel, le berger, lui offre un agneau et Caïn, l'agriculteur, lui offre une gerbe de blé. Dieu bénit uniquement l'offrande d'Abel. Abel se reconnait par son nimbe[B 12].
- Caïn, jaloux, tue Abel[B 13].
- Dieu maudit Caïn et le chasse[B 14]. Dans l'iconographie chrétienne, Caïn est le symbole des Juifs condamnés à l'errance. En revanche, Abel préfigure le Christ, d'où son nimbe.

##### Hénoch
- À l'âge de 365 ans, après une vie fidèle envers Dieu, Hénoch est enlevé vivant au ciel. Il tend les bras vers Dieu[B 15].

##### L'histoire de Noé
- Dieu annonce à Noé le Déluge et lui donne ses instructions pour la construction de l'Arche[B 16],[B 17].
- L’Arche de Noé est une des scènes les plus connues de cet ensemble. Elle a une allure de drakkar, sans rames, ni voiles. Elle vogue sur une eau jonchée de cadavres. Le corbeau est envoyé pour voir si la terre est sèche. La toiture de l'Arche est ôtée afin que tous les animaux et les hommes survivants puissent débarquer[B 18],[B 19]. Le dessin de l'Arche est conforme à la description donnée par la Bible : elle a trois étages, deux pour les animaux et un couple humain est représenté sous chaque arcade du troisième étage. Sa proue est ornée d'une tête de monstre qui lorgne sur le corbeau volant dans le ciel. Ce type de représentation se retrouve à Château-Gontier en Mayenne. Cette scène est un bon exemple des couleurs utilisées par les peintres romans.
- À la sortie de l'Arche, Dieu bénit la famille de Noé[B 20],[B 21].
- Pour remercier Dieu de sa bénédiction, Noé lui offre en sacrifice deux colombes et un agneau, animaux purs pris dans le bateau[B 22].
- Noé vendange sa vigne[B 23] (scène très abîmée).
- Noé goûte son vin[B 24].
- Le Corbeau et le Renard (fable).
- Sem et Japhet recouvrent, à reculons, la nudité de leur père, Noé, pendant son ivresse alors que son troisième fils, Cham, à gauche du lit, se moque de lui en le pointant du doigt. C'est Cham qui a surpris puis dévoilé à ses frères la nudité de Noé[B 25].
- Arbres et animaux.
- Noé maudit son petit-fils, Canaan, à cause du comportement de son père Cham. Il le réduit en esclavage et le met au service de ses deux autres fils[B 26].

##### L'histoire de la tour de Babel
- Cette scène raconte la construction de la tour de Babel : les hommes tentent de construire une tour pour monter à l'égal de Dieu. Pour stopper leurs travaux, Dieu répand sur eux la confusion des langues. Ne pouvant plus se comprendre, les hommes abandonnent la construction de la tour[B 27].

##### L'histoire d'Abraham
- Dieu dit à Abraham de quitter son pays pour aller vers la Terre promise[B 28].
- À la suite d'une dispute entre leurs bergers, Abraham et son neveu, Loth, décident de se séparer et de partir vers deux régions différentes pour faire paître leur troupeau[B 29].
- Capture de Loth qui est emmené en prison.
- L'ange de Dieu bénit Abraham[B 30] puis Abraham fait don de ses troupeaux à son fils Isaac[B 31] (scène très abîmée).
- Isaac et Ismaël ensevelissent leur père, Abraham[B 32].

##### L'histoire de Jacob
- Jacob, se faisant passer pour son frère ainé Ésaü, offre un plat de lentilles à son père Isaac, avancé en âge et presque aveugle. Isaac, victime de cette supercherie, donne sa bénédiction à Jacob[B 33].

##### L'histoire de Joseph
Joseph n'est pas, ici, le père adoptif du Christ mais de l'arrière-petit-fils d'Abraham, le fils cadet de Jacob et de Rachel. C'est son préféré. Par jalousie, ses frères décident de le vendre à des marchands. Les marchands emmènent Joseph avec eux en Égypte où ils le revendront à Potiphar, officier et chef des gardes du Pharaon.
- Joseph, devenu intendant de la maison de Potiphar, repousse les avances de la femme de son maître. Par vengeance, elle l'accuse d'avoir tenté d'abuser d'elle[B 36].
- Potiphar punit Joseph et l'envoie en prison[B 37].
- Joseph fournit au Pharaon l'interprétation de ses songes[B 38].
- Pour récompenser Joseph, Pharaon le nomme commandant de toute l'Égypte et lui donne son propre anneau[B 39].
- Joseph triomphe sur le char du Pharaon au milieu de la foule[B 40].
- Joseph revend le froment accumulé dans les greniers pendant sept années de prospérité aux Égyptiens pendant la famine[B 41].

##### L'histoire de Moïse
- Moïse devant le buisson ardent[B 42] (scène très abîmée).
- Moïse et son frère, Aaron, demandent au Pharaon de libérer le peuple juif[B 43] (scène très abîmée).
- La traversée de la mer Rouge qui est en train de se refermer sur l'armée du Pharaon. Cavaliers et chars vont être engloutis dans les flots[B 44].
- Moïse guide le peuple juif dans le désert[B 45]. Pour éviter qu'il s'égare, Dieu a placé devant lui une colonne de nuée le jour, et une colonne de feu la nuit[B 46].
- Moïse recevant de Dieu les Tables de la Loi[B 47]. Des anges sonnent de la trompette pour célébrer ce moment solennel.

##### Autres peintures de la nef
Quelques prophètes sont apparus sur plusieurs écoinçons des grandes arcades de la nef, après retrait du badigeon.
L'entrée est surmontée d'une Vierge en majesté accompagnée de figures de donateurs datant du troisième quart du XIIe siècle. Les contours imprécis révèlent que l'avènement du gothique marqua aussi la fin de l'âge d'or de la fresque romane.
À l'origine, les murs des collatéraux étaient peints eux aussi.

##### La technique et le style
- Si vous ne connaissez pas le sujet, laissez ce bandeau (vous pouvez alors contacter les auteurs).
- Si vous supprimez le contenu mis en cause (vous pouvez préalablement contacter les auteurs),

argumentez précisément cette suppression dans la page de discussion
(un manque de référence n'est pas un argument ; une recherche réelle de référence doit avoir été effectuée, être formellement documentée).
Si quelques différences apparaissent entre les peintures, leur étude approfondie révèle un grand nombre d'analogies. Elles pourraient donc avoir été exécutées sous la direction d'un seul atelier dans un temps relativement court. Les différences de proportions, de composition et de couleur s'expliquent par la diversité des emplacements, des distances et des éclairages. Les peintres ont utilisé les techniques "a fresco", "a semi-fresco" et "a secco".
Bien que la gamme de couleur utilisée demeure aussi restreinte que par le passé (époque carolingienne), les peintres de Saint-Savin jouent en virtuose les contrastes, en plaçant, à des intervalles variables, des panneaux ocre jaune, ocre rouge ou verts sur lesquels se détachent, en totalité ou en partie, certaines figures et en juxtaposant sans souci de vraisemblance, tons clairs et foncés, froids et chauds, vifs et éteints. Ainsi, les peintres n'hésitent-ils pas à adopter selon les scènes, des couleurs différentes pour le costume d'un même personnage.
Chaque figure est animée d'un dynamisme contenu : les têtes s'inclinent, les cous se tendent, les tailles se cambrent, les mains s'agitent, les jambes se plient. Les articulations sont fortement soulignées par des vêtements collés au corps ou inversement, s'envolent des pans de draperie. Cette gestuelle, alors que les visages restent inexpressifs, donne une intensité dramatique aux récits.
Ce nouveau mode d'expression marque la fin d'une tradition tributaire des idéaux esthétiques de l'époque carolingienne.
L'abbaye peut être considérée comme « la chapelle Sixtine du Moyen Âge français » (Henri Focillon).
La réputation des fresques fait aisément oublier les autres éléments architecturaux de l'abbatiale, notamment ses chapiteaux. Ceux des trois premières travées sont exclusivement ornées de simples volutes. Les modifications apportées au plan initial se répercutèrent aussi sur les chapiteaux des six autres travées qui furent décorés de rinceaux et de feuillages variés, mais également de quelques scènes historiées. Ces chapiteaux sont de style typiquement poitevin, que l'on retrouve dans de nombreuses grandes églises du Poitou construites au cours du XIe siècle.

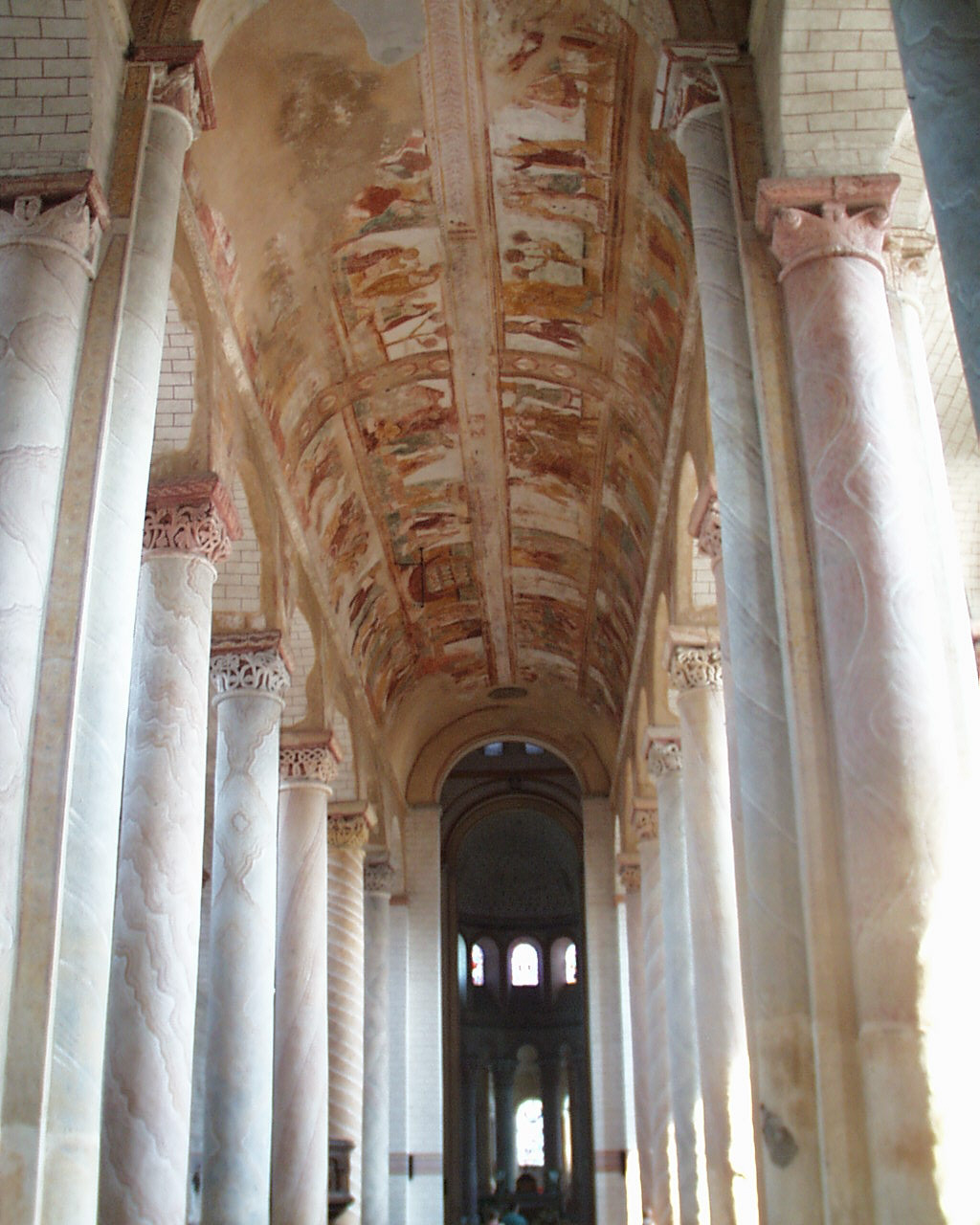
La nef de l’église de Saint-Savin.
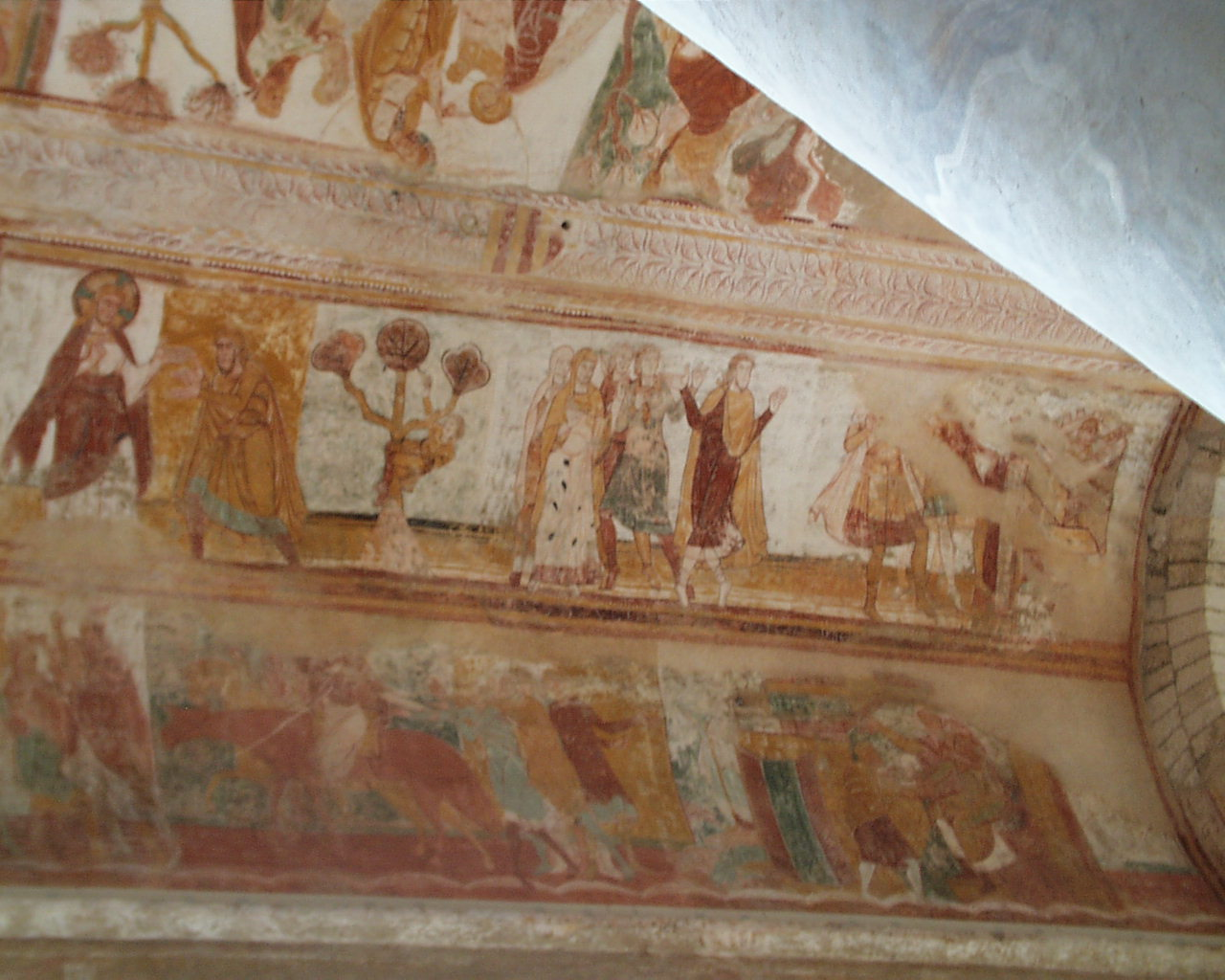
Détail de la voûte de Saint-Savin : Abraham.

### Le transept
Le transept, à nef unique, donne à l'église son plan en croix latine. Il est étroit avec une croisée couverte par une charpente. Ses bras abritent des stalles qui datent du XVIIIe siècle. La croisée du transept est supportée par quatre massifs importants qui bouchent le déambulatoire du chœur.
Lors des travaux effectués en 1884 dans le croisillon nord, le long du mur oriental, près de l'absidiole, fut découvert le sarcophage de l'abbé Odon (1040-1050). Le sarcophage est en calcaire. Il porte l'inscription latine « Hic requiezcit oddo abbas » (« Ci-git l'abbé Odon »).
Les chapelles du bras nord sont dédiées aux archanges, celles du bras sud aux apôtres.
Le transept était autrefois peint comme la nef.

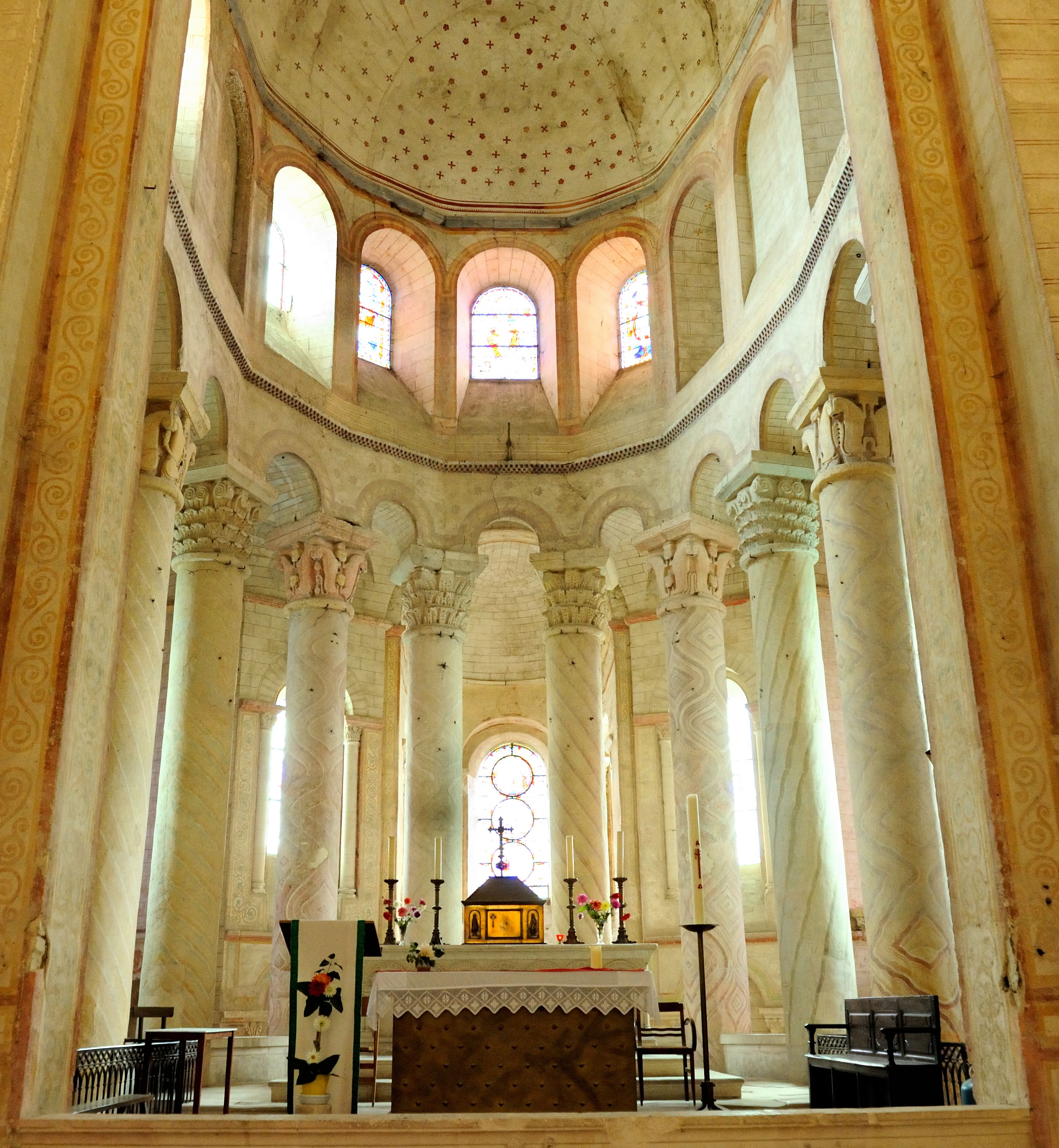
Chœur de l'église de Saint-Savin.

### Le chœur
Le plan du chœur est dicté par la présence de deux cryptes, l'une sous l'abside et l'autre sous le déambulatoire qui explique sa position surélevée d'un mètre.
Le chœur est doté d'un sanctuaire délimité par dix colonnes aux chapiteaux sculptés de lions affrontés et de feuilles d'acanthe qui rappellent ceux de l'église Sainte-Radegonde de Poitiers. Il est directement éclairé par une rangée de baies. Le chœur est entouré par un étroit déambulatoire de deux mètres de large, avec une voûte à pénétration divisée en onze travées. Il permet d'accéder aux cinq chapelles rayonnantes qui ont conservé leurs tables d'autel du XIe siècle, gravées d'inscription. Celles-ci sont dédiées, du nord au sud, aux vierges, aux martyrs, à saint Marin de Maurienne. Les chapelles sont hautes et étroites et des fenêtres comprimées entre celles-ci permettent toutefois d'éclairer le déambulatoire.

Chapiteaux du chœur
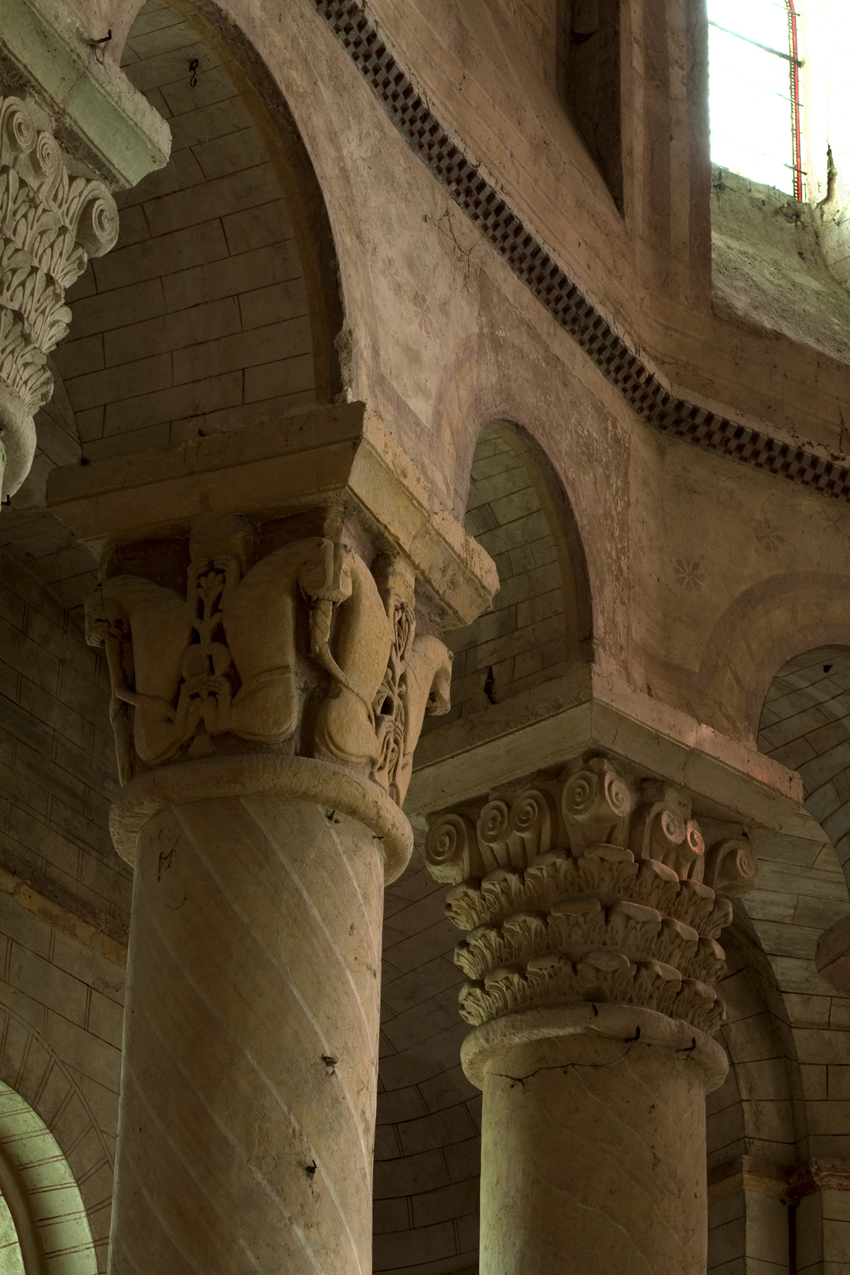
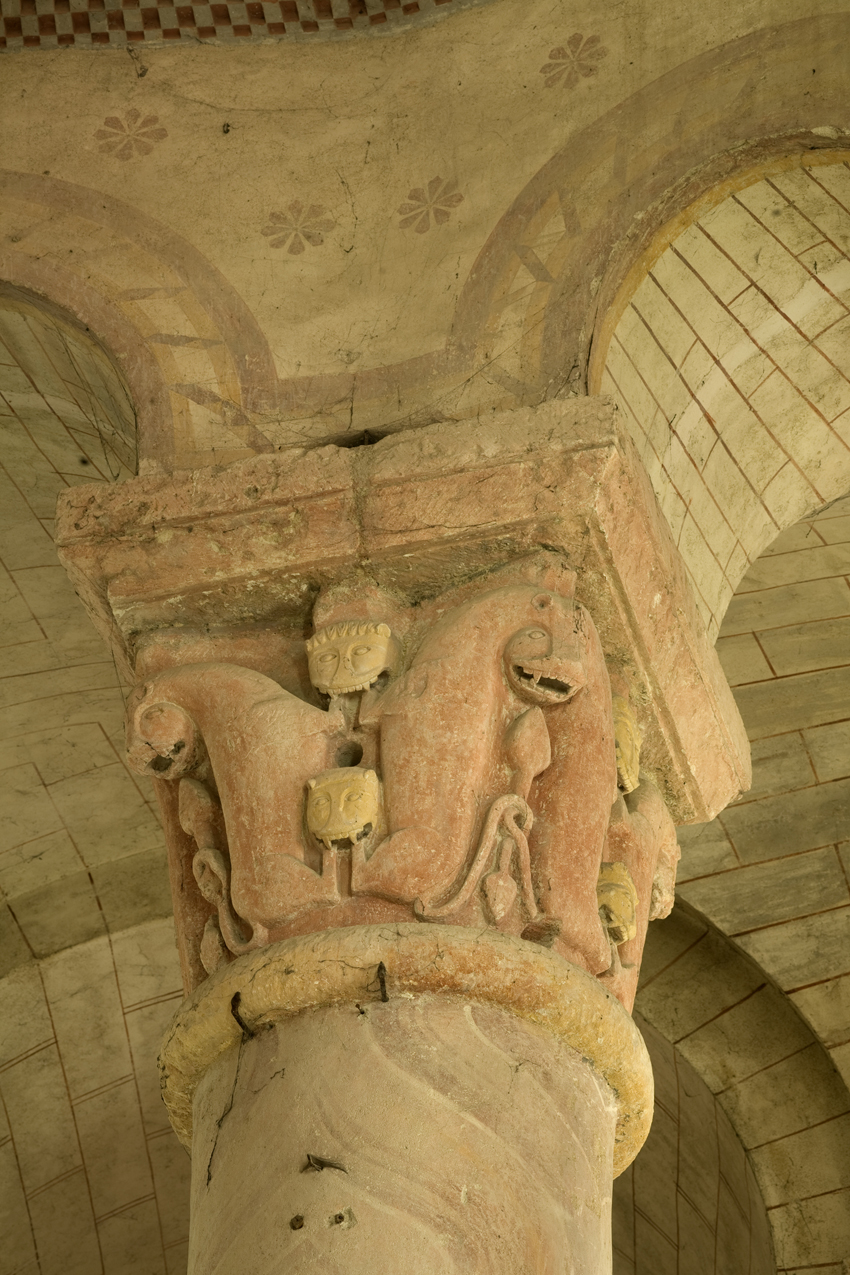
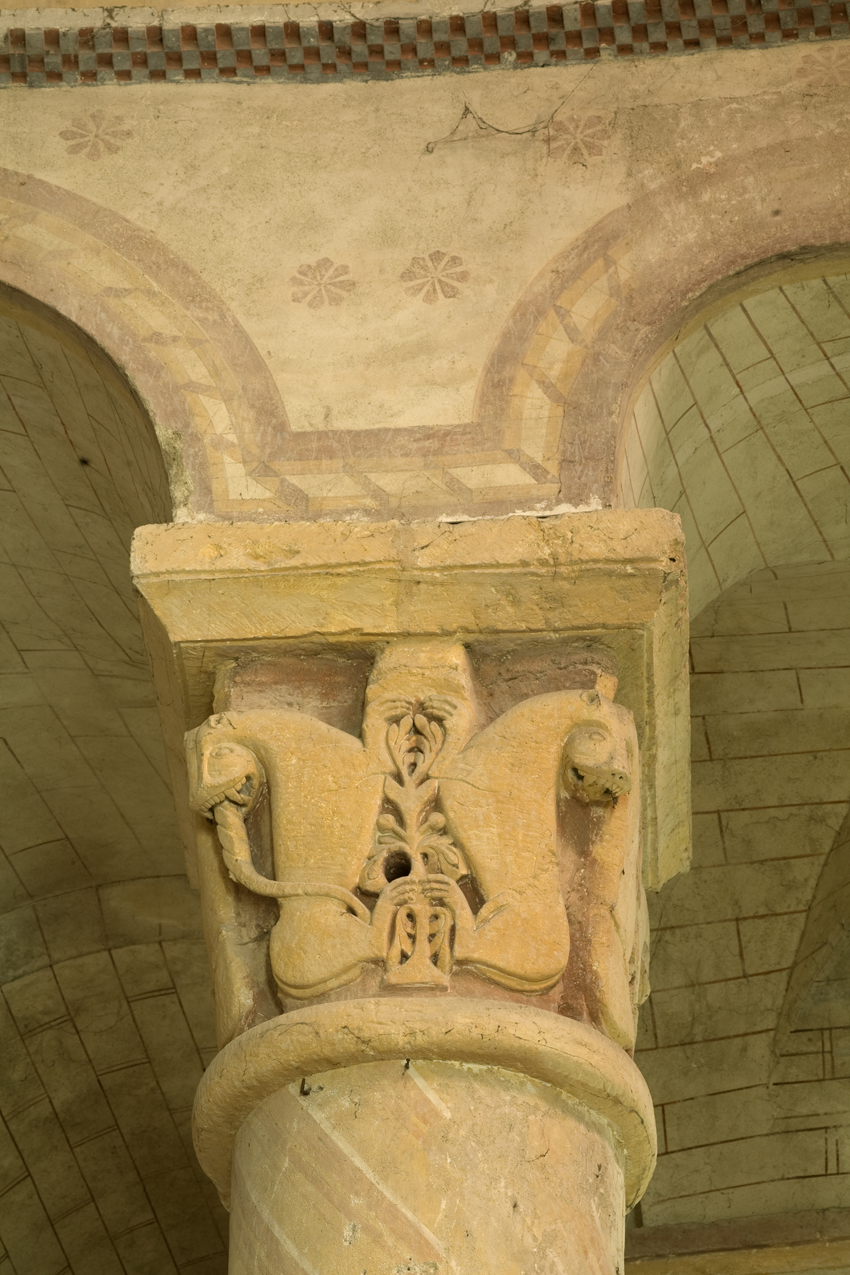
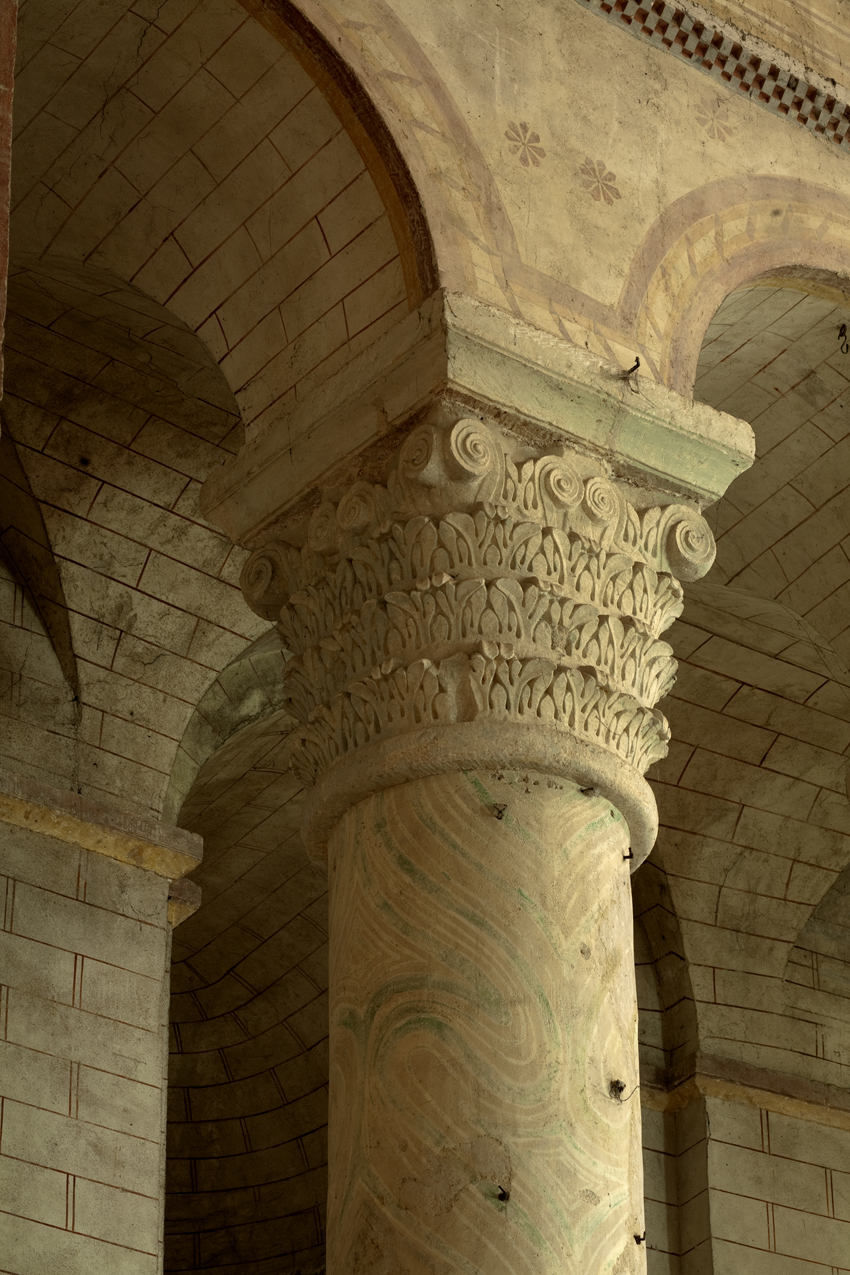

Sa voûte a été recouverte d'un semis d'étoiles au XIXe siècle.
Les vitraux du chœur, des chapelles et des baies du déambulatoire sont au nombre de 14. Ils ont été commandés à l'atelier Lobin de Tour en 1873. Les saints patrons de l'église sont représentés à deux reprises aux places d'honneur : de part et d'autre du Christ dans le chœur, de la Vierge dans la chapelle absidiale. Ces grands personnages en pied sont imposants. Leurs noms sont écrits en latin dans un style médiéval, imitant celui des inscriptions des peintures murales romanes de l'église. Ils sont, également, représentés sous des architectures semblables à celles servant de cadre aux scènes des peintures médiévales de la crypte.
Les stalles sont en bois de chêne. Elles datent des années 1665-1670. Elles étaient destinées au chœur des moines mauristes. Elles étaient probablement disposées initialement dans les trois travées orientales de la nef.

### Les cryptes
L'une est dédiée à Saint Marin. Elle a une courte nef voûtée en berceau.
La seconde crypte, dédiée aux saints Savin et Cyprien est située sous l'abside. Elle est couverte de peintures. Elle est voûtée en berceau surbaissé. Au fond, on trouve une niche contenant un autel et une ouverture à l'est communiquant avec le déambulatoire. La crypte a été le lieu de la conservation des reliques des saints Savin et Cyprien. Toutes ont disparu.

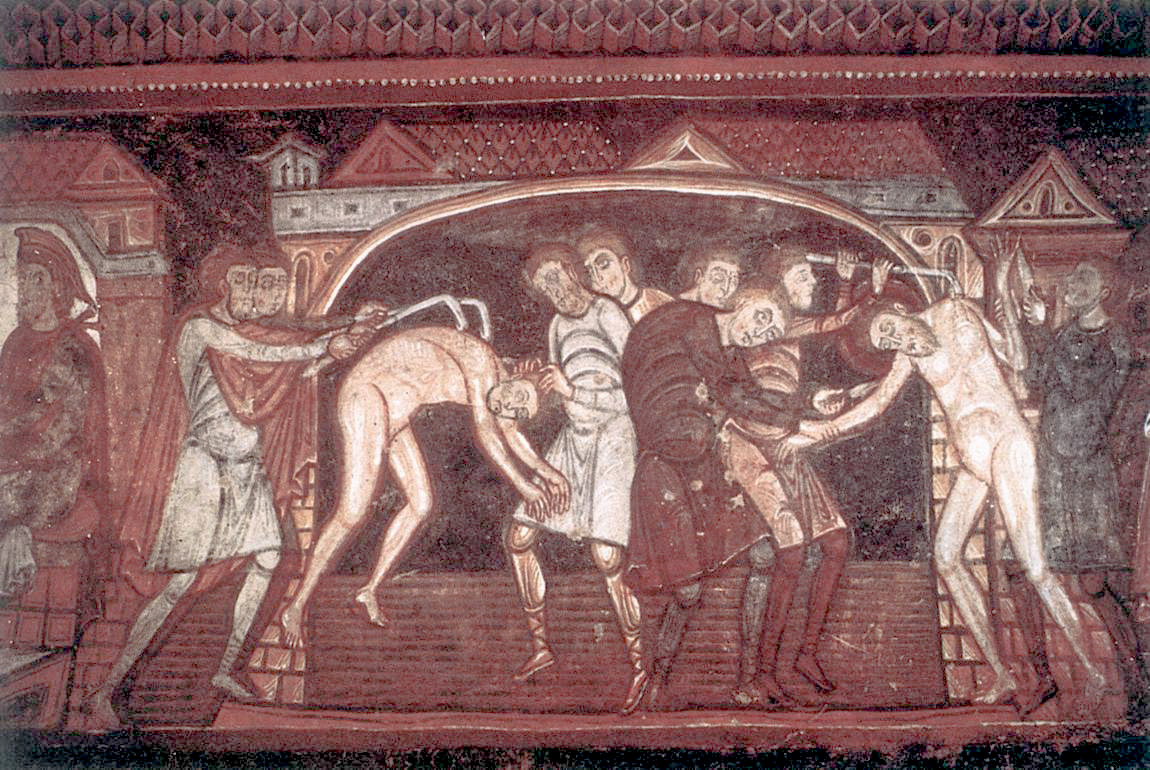
Martyre de saint Savin et saint Cyprien

Sur la voûte du sanctuaire ont été peints un Christ en majesté et sur les murs du vaisseau, les légendes de saint Savin et de saint Cyprien qui racontent leur vie et leur martyre. L'histoire des saints est représentée en quatre registres, répartis de part et d'autre d'une bande faîtière. Il s'agit d'un système de narration en frise continue comme pour la nef principale. Contrairement aux autres peintures de l'église, de nombreuses scènes sont inscrites dans un décor d'architectures peintes.
Dans l'ensemble des scènes, les deux saints sont identifiés grâce à leur nimbe. Saint Savin, étant l'aîné, est représenté avec une barbe.
Bien conservées, ces peintures témoignent de la stylisation de l'art roman basée sur un découpage graphique des formes ainsi que sur un système de rehauts appliqués sur des fonds de couleur, notamment pour les plis des vêtements, les yeux et les cheveux.
Les fresques n'ont, toutefois, pas la qualité de celles de la nef. On en a, d'abord conclu, qu'elles étaient d'époques différentes. Pourtant, on admet aujourd'hui qu'elles sont contemporaines, mais que celles de la crypte furent exécutées par des artistes de second rang. Cette équipe n'eut sans doute le droit d'intervenir que dans la crypte, moins fréquentée que le vaisseau central.

## Le bâtiment conventuel

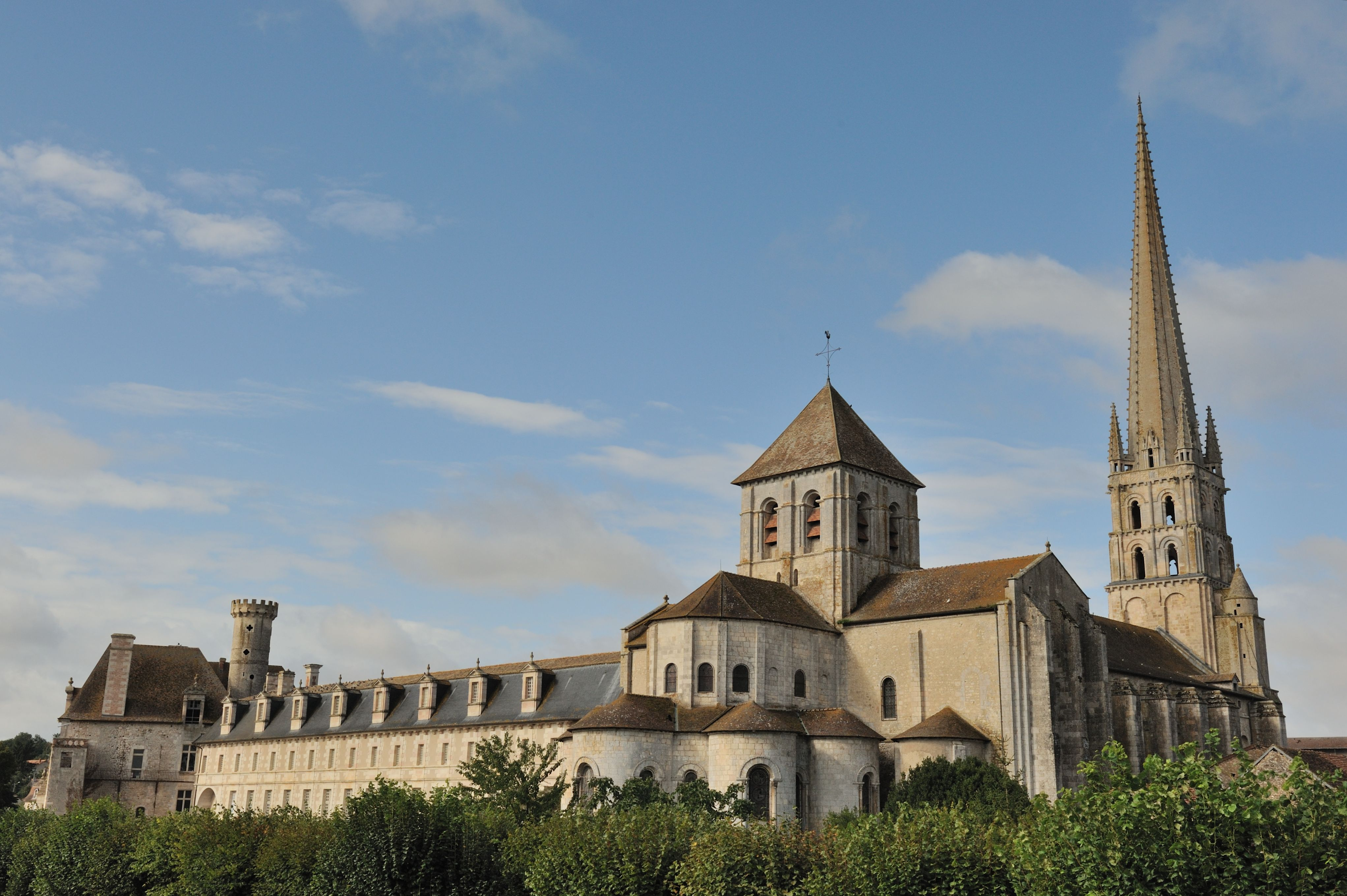
L'abbaye vue depuis le pont neuf.

Il fut construit à partir de 1682, à la demande des moines de la congrégation de Saint-Maur, par l'architecte François Le Duc (vers 1640-vers 1700).
Le plan obéit à la disposition traditionnelle des monastères bénédictins. Les différentes pièces sont, ici, rassemblées dans un même bâtiment. Le rez-de-chaussée accueille le réfectoire, la salle capitulaire et la cuisine. À l'étage, se trouvent les cellules des moines. Toutes les fenêtres sont disposées selon un alignement classique du XVIIe siècle. Elles donnent à l'est.
Du bras sud du transept, les moines accédaient directement à la sacristie. L'escalier monumental qui s'y trouve est un escalier tournant à gauche, dont les piliers sont soutenus par des colonnes toscanes. Il permettait aux moines de se rendre directement au premier étage dans les cellules. Celles-ci sont aménagées aujourd'hui en un parcours scénographique.
La salle capitulaire est située à côté de la sacristie. Elle abrite aujourd'hui l'espace accueil-librairie.
Le réfectoire, contiguë aux deux autres salles, a été en partie construit sur la salle capitulaire du XIIIe siècle. Les fouilles effectuées en 1979 ont permis d'en dégager des vestiges. De nombreux chapiteaux y ont été retrouvés en comblement. La plupart date du XIe siècle. Mais certains sont du XIIe siècle, notamment un chapiteau qui représente un basilic roman. Le basilic a un corps serpentiforme et des ailes accrochées aux pattes. Cette chimère satanique est un des symboles de l'orgueil de l'homme. Il est souvent représenté dans les églises romanes comme à Nieul-sur-l'Autise.
Il est possible de voir dans le réfectoire, deux scènes peintes provenant de la voûte de la nef de l'abbatiale Notre-Dame :
- la première représente un passage du livre de la Genèse : Abraham, informé que Loth est prisonnier, aidé de 318 serviteurs, attaque les quatre rois qui ont attaqué Sodome : Amraphel, Tidéal, Arjoc et Kedorlaomer. L'attaque a lieu la nuit. Abraham réussit à libérer Loth[B 48] ;
- la seconde raconte la rencontre entre Abraham et le roi de Salem, Melchisédech[B 49]. Puis Dieu et deux anges se présentent à Abraham sous les traits de trois hommes[B 50]. Ils viennent annoncer la future maternité de Sarah ainsi que la destruction de Sodome et de Gomorrhe[B 51].

Le cloître, pourtant prévu dans le projet de 1675, n'a pas été construit par manque d'argent.
Les bâtiments conventuels sont classés monument historique depuis 1974, et la dernière travée du grand bâtiment conventuel l'a été en 1978.

## Le logement de l'abbé
Le logement a été reconstruit entre 1682 et 1692 par les moines mauristes sur des fondations médiévales. Il devient un bien national à la Révolution.
Félix Léon Edoux, l'inventeur du monte-charge hydraulique, l'achète vers 1892. Il y installe l'un des premiers ascenseurs privés en France. La tour crénelée reste le seul vestige encore visible de cette invention.

## Abbés
- Badilon en 766
- Benoît d'Aniane.
- Eudes I, en 821.
- Dodon 823-853.
- Gombaud, vers 1004-1013., appelé à l'abbaye Saint-Sauveur de Charroux pour y remplacer un simoniaque déposé de 1013 à 1017
- Pierre, au début du XIe siècle, expulsé pour simonie.
- Gombaud, de retour en 1017 jusqu'à sa mort en 1023
- Odon II, de 1023 à 1050.
- Gervais, moine venant de l'abbaye Saint-Cyprien de Poitiers, de 1080 à 1096.
- Jocelin, en 1368.
- Benoît, en 1412.
- Allemagne, en 1435 et 1510.
- Neuchèze, le 17 août 1640.

## Moines et personnalités célèbres à l'abbaye
- Hugues (mort en 928), moine à Saint-Gartempe puis à l'abbaye Saint-Martin d'Autun où il établit la règle. Il fut conseiller de Bernon pour jeter les fondements de l'abbaye de Cluny et se retira comme prieur au prieuré d'Anzy-le-Duc[6].

## Fréquentation du site
L’abbaye de Saint-Savin a accueilli en 2013 plus de 50 000 visiteurs, soit une augmentation 7,5 % par rapport 2012. Les étrangers sont en hausse de 6,5 %.